# Joseph Goebbels

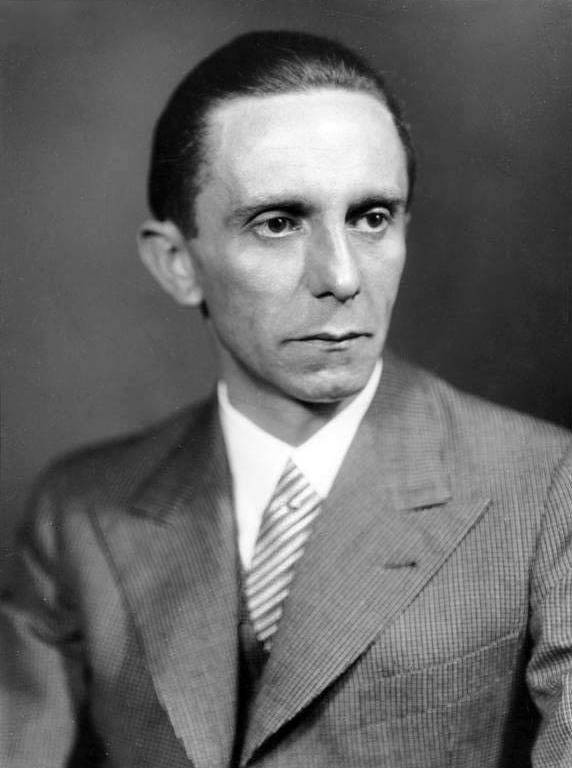
Joseph Goebbels (1933), Fotografie von Heinrich Hoffmann.

Paul Joseph Goebbels (* 29. Oktober 1897 in Rheydt; † 1. Mai 1945 in Berlin) war einer der einflussreichsten Politiker während der Zeit des Nationalsozialismus und einer der engsten Vertrauten Adolf Hitlers.
Als Gauleiter von Berlin ab 1926 und als Reichspropagandaleiter ab 1930 hatte er wesentlichen Anteil am Aufstieg der NSDAP in der Schlussphase der Weimarer Republik. Als Reichsminister für Volksaufklärung und Propaganda und Präsident der Reichskulturkammer hatte Goebbels von 1933 bis 1945 in Deutschland zwei entscheidende Positionen für die Lenkung von Presse, Rundfunk und Film sowie des sonstigen Kulturschaffens inne.
Durch die Verbindung von demagogischer Rhetorik, planvoll choreografierten Massenveranstaltungen und effektiver Nutzung moderner Technik für Propagandazwecke, insbesondere des Einsatzes von Film und Radio, gelang es Joseph Goebbels, weite Teile des deutschen Volkes für den Nationalsozialismus zu indoktrinieren sowie Juden und Kommunisten zu diffamieren. Durch antisemitische Propaganda und Aktionen wie die Novemberpogrome 1938 bereitete er ideologisch die Deportation und anschließende Vernichtung von Juden und anderen Minderheiten vor und gilt damit als einer der entscheidenden Wegbereiter des Holocausts. Während des Zweiten Weltkriegs war Goebbels selbst für die Wochenschau verantwortlich, die ein zentrales Medium der Inlandspropaganda darstellte. Er veröffentlichte zudem zahlreiche Leitartikel in führenden Zeitungen, die auch im Rundfunk verlesen wurden. Seine berüchtigte Sportpalastrede vom Februar 1943, in der er die Bevölkerung zum „totalen Krieg“ aufrief, steht beispielhaft für die Manipulation der Menschen.
Die umfangreichen Tagebücher, die Goebbels von 1924 bis zu seinem Suizid führte, gelten als wichtige Quelle für die Geschichte der NSDAP, der Zeit des Nationalsozialismus und seiner Person.

## Frühe Jahre

### Familie und Herkunft

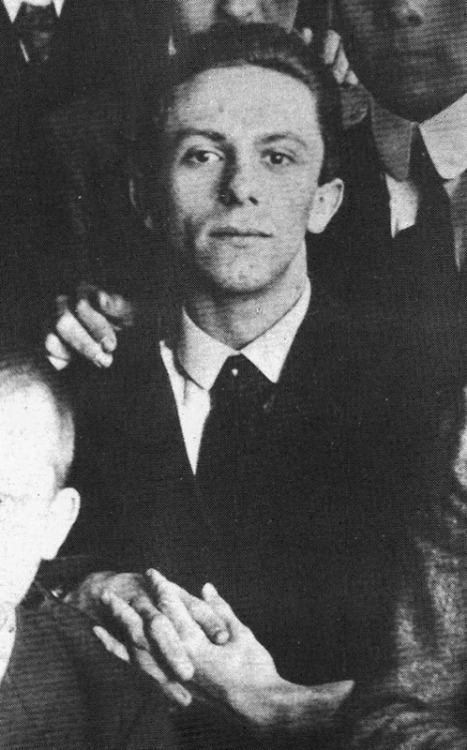
Joseph Goebbels auf einem Klassenbild im Alter von 19 Jahren.

Paul Joseph Goebbels kam als dritter Sohn von Friedrich „Fritz“ Goebbels (1867–1929) und dessen Frau Maria Katharina geborene Odenhausen (1869–1953) in der Rheinprovinz zur Welt. Sein Vater begann als Laufbursche und stieg zum Prokuristen der Vereinigten Dochtfabriken GmbH auf, die etwa 50 Mitarbeiter beschäftigte. Seine Mutter, eine Halbwaise mit fünf Geschwistern, wurde im niederländischen Waubach geboren. Vor ihrer Heirat arbeitete sie als Magd auf einem Bauernhof. Sie starb am 8. August 1953 in Rheydt. Das Ehepaar hatte neben ihm noch fünf andere Kinder: Konrad (1893–1949), Hans (1895–1947), Elisabeth (1901–1915), Maria Katharina (1910–?) und Maria (1896–1896), die jedoch nach 6 Monaten starb. Goebbels wuchs mit seinen Geschwistern in einem katholischen Elternhaus auf. Goebbels’ Kindheit war durch die finanziell angespannte Situation seiner Familie geprägt. Um ihr Einkommen zu verbessern, übte die Familie verschiedene Heimarbeiten aus.

### Kindheit und Schulzeit
Im Alter von vier Jahren erkrankte Joseph Goebbels an einer Knochenmarkentzündung, durch die sein rechter Unterschenkel verkümmerte und ein Klumpfuß entstand. Eine spätere Operation im Maria-Hilf-Krankenhaus in Mönchengladbach misslang. Er erreichte mit circa 165 Zentimetern eine relativ geringe Körpergröße, weshalb er später im Volksmund und im Ausland offen karikiert und als Schrumpfgermane und „Humpelstilzchen“ verspottet wurde. Goebbels deutete die Krankheit rückblickend als „Zeichnung“ durch eine höhere Gewalt und suchte sie zeit seines Lebens zu kompensieren. Die Behinderung und seine in der Schulumgebung als nicht standesgemäß empfundene Herkunft stachelten seinen Ehrgeiz an. Er besuchte die städtische Oberrealschule mit Reformgymnasium (heute Hugo-Junkers-Gymnasium) und war Schüler des Augustinerseminars in Kerkrade. Er wurde Bester in Latein, Geographie, Deutsch und Mathematik. Stolz war er auf das alte Klavier, das ihm sein Vater geschenkt hatte. Für das Schauspiel entwickelte er eine besondere Begabung. Beim Abitur im März 1917 wurden seine Leistungen in fast allen Fächern mit „sehr gut“ benotet. Für den besten Deutschaufsatz durfte er die Abschieds- und Dankesrede auf der Entlassungsfeier halten; die Rede war von seiner Kriegsbegeisterung (Erster Weltkrieg) geprägt.

### Studium und Suche nach einem Beruf
Goebbels wollte nach dem Abitur als Kriegsfreiwilliger am Krieg teilnehmen, wurde jedoch wegen seiner Behinderung als für den Militärdienst dauerhaft ungeeignet eingestuft. Zur Enttäuschung seiner Eltern wollte Goebbels trotz früherer Absichten nicht Katholische Theologie studieren. Er entschied sich für Germanistik und Geschichte. Von 1917 bis 1921 studierte er an der Rheinischen Friedrich-Wilhelms-Universität Bonn, der Albert-Ludwigs-Universität Freiburg, der Julius-Maximilians-Universität Würzburg (1918/19), der Ludwig-Maximilians-Universität München und der Ruprecht-Karls-Universität Heidelberg.
Ein Studiendarlehen erhielt Goebbels vom Albertus-Magnus-Verein, der katholische Studenten förderte. Die Rückzahlung konnte erst 1930 gerichtlich erzwungen werden. Auf Empfehlung seines ehemaligen Religionslehrers Kaplan Mollen wurde Goebbels am 22. Mai 1917 Mitglied der Unitas Sigfridia zu Bonn im Verband der Wissenschaftlichen Katholischen Studentenvereine Unitas. Seine kleinbürgerliche Herkunft spielte dort keine Rolle. Im Juni 1917 wurde Goebbels zum militärischen Hilfsdienst eingezogen. 1918 folgte er seinem Freund und Mitbewohner Karl-Heinz Kölsch nach Freiburg.
In Freiburg lernte er die Jurastudentin Anka Stalherm aus wohlhabendem Haus kennen. Goebbels überwarf sich aus Eifersucht mit Kölsch und dessen Schwester, mit der er vor dem Wegzug aus Bonn eine Beziehung eingegangen war. Zwischen Goebbels und Stalherm entwickelte sich ein leidenschaftliches, jedoch immer wieder von schweren Krisen erschüttertes Liebesverhältnis. Ihre Eltern lehnten den mittellosen Goebbels ab. Im September 1918 zog Goebbels mit Stalherm nach Würzburg.

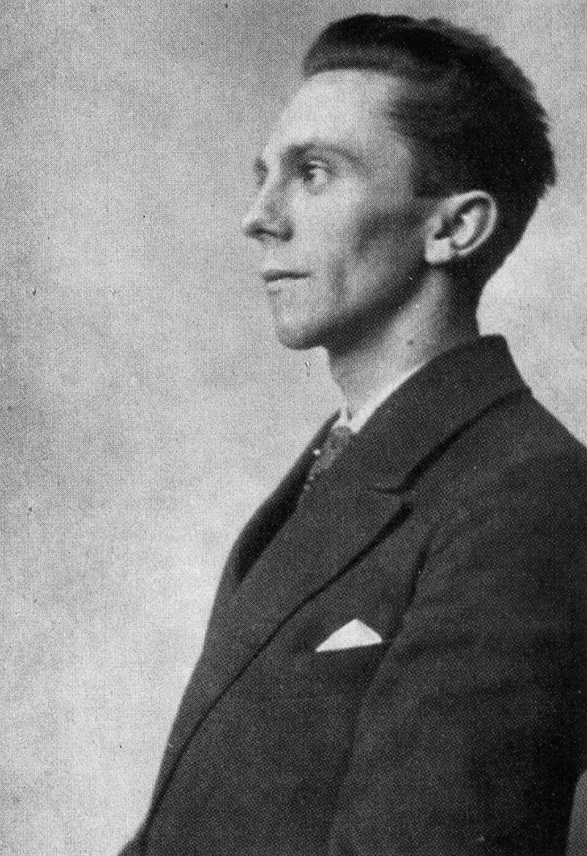
Goebbels (1922)

Mit dem Ende des Ersten Weltkrieges erlebte er eine Krise, die zu einer zunehmenden weltanschaulichen Orientierungslosigkeit führte. Goebbels begann, sich vom Katholizismus zu lösen, und trat aus dem Unitas-Verband aus, in dessen Vereinen er in Bonn, Freiburg und Würzburg aktiv gewesen war. Er wandte sich den Gottesvorstellungen Fjodor Dostojewskis zu und gelangte unter dem Einfluss Oswald Spenglers zum Atheismus. Er sah sich einer verwirrenden Vielzahl von Ideen gegenüber, von denen keine einen Ausweg aus dem „Chaos der Zeit“ anzubieten schien. Ihm fehlte ein klares einheitliches Weltbild, bei dem er „Ruhe und Erfüllung“ hätte finden können. Auch sah er nicht das „starke Genie“, das zu „neuen Zielen“ gewiesen hätte. Für eine „rote Revolution im Ruhrgebiet“ konnte er sich jedoch während des Kapp-Putsches begeistern.
Das Sommersemester 1919 verbrachten Goebbels und Stalherm in Freiburg, im Wintersemester zogen sie nach München. Goebbels’ Versuch, ein Drama zu veröffentlichen, scheiterte an den damit verbundenen Kosten. 1920 löste sich die Verbindung zu Stalherm auf, was Goebbels mit Todesgedanken erfüllte. Kurz nach seiner Promotion wurde die Lehrerin Else Janke, Tochter einer jüdischen Mutter und eines christlichen Vaters, seine neue Freundin. Goebbels hätte sie geheiratet, wenn sie nicht in seiner antisemitischen Sicht „Halbblüter“ gewesen wäre. Ende 1926 beendete er die Verbindung, als er Gauleiter von Berlin wurde.
Goebbels wollte ursprünglich eine Dissertation bei dem von ihm verehrten jüdischen Literaturwissenschaftler Friedrich Gundolf schreiben; der verwies ihn jedoch an den ebenfalls jüdischen Max Freiherrn von Waldberg. Am 21. April 1922 wurde er in Heidelberg mit der Gesamtnote rite superato (etwa ein gutes Ausreichend) zum Dr. phil. promoviert. Das Thema seiner Dissertation lautete: Wilhelm von Schütz als Dramatiker. Ein Beitrag zur Geschichte des Dramas der Romantischen Schule. Sein Leben lang verwendete er bei Unterschriften den Doktorgrad (Dr. Goebbels oder als Paraphe Dr. G.) und ließ sich damit anreden.
Trotz seines frisch erworbenen Doktorats sah Goebbels sich in einer Außenseiterposition.
Seine literarischen Versuche fanden bei Verlagen und Zeitungen keine Beachtung. Auch als Journalist konnte er trotz erfolgreicher erster Schritte nicht Fuß fassen. Anfang 1923 nahm Goebbels gegen seine Überzeugungen eine durch die Bemühungen von Else Janke erhaltene Stelle bei der Dresdner Bank in Köln an. Für ihn war dies ein „Tempel des Materialismus“, weshalb er diese verhasste Tätigkeit nach wenigen Monaten auslaufen ließ und wieder arbeitslos war.

## Aufstieg

### Hinwendung zum Nationalsozialismus
Eine erste politische Heimat fand Goebbels, als er im August 1924 nach Weimar zum Gründungskongress der Nationalsozialistischen Freiheitsbewegung Großdeutschlands reiste, in der sich die verschiedenen Nachfolgeorganisationen der verbotenen NSDAP zusammenfanden. Der Parteivorsitzende Erich Ludendorff gab ihm „den letzten festen Glauben“. Hier traf er seinen zukünftigen Mentor Gregor Strasser. Unmittelbar darauf wurde Goebbels zu einem der Gründer der Ortsgruppe Gladbach und begann seine Karriere als Redner und Journalist. Im Oktober 1924 wurde er Redakteur ihres Elberfelder Gaukampfblattes Völkische Freiheit.
Als Adolf Hitler im Frühjahr 1925 die NSDAP neu gründete, trat Goebbels ihr sofort bei (Mitgliedsnummer 8.762, erhielt später als prominentes Mitglied die niedrige Mitgliedsnummer 22). Strasser reorganisierte die Partei in Nordwestdeutschland. Im März 1925 wurde Goebbels Geschäftsführer des Gaues Rheinland-Nord. Er zog nach Elberfeld (heute zu Wuppertal) und entwickelte sich zum führenden Agitator der Partei, nicht nur im Rheinland und in Westfalen: In einem Jahr trat er 189 mal als Redner auf. Er beteiligte sich an einer Intrige, die seinen Vorgesetzten, den Gauleiter Axel Ripke, im August 1925 zum Rücktritt nötigte. Im selben Monat wurde er Redakteur der von Strasser herausgegebenen Nationalsozialistischen Briefe für ein Monatsgehalt von 150 Mark.

### Begegnung mit Hitler
Zwiespältig war in dieser Zeit Goebbels’ Einstellung zu Hitler. Zwar feierte er ihn in Artikeln, war auch begeistert von Mein Kampf, aber einige ideologische Unterschiede, zumal hinsichtlich des Sozialismus, nahm er dennoch wahr. Als sie sich am 6. November 1925 in Braunschweig begegneten, faszinierte ihn die Person Hitlers. „Alles hat dieser Mann, um König zu sein. Der geborene Volkstribun. Der kommende Diktator.“ Kurz darauf, am 22. November 1925, gründete Gregor Strasser eine „Arbeitsgemeinschaft Nordwest“ – mit Hitlers Genehmigung. Goebbels war federführend bei der Ausarbeitung eines Programms. Es wich deutlich von Hitlers Vorstellungen ab.
Um Strasser und Goebbels auf seine Linie zu bringen, berief Hitler für den 14. Februar 1926 eine „Führertagung“ nach Bamberg ein. Hitlers Rede war für Goebbels eine große Enttäuschung: Er war erschüttert, dass Hitler in dem von ihm verehrten „heiligen Russland“ ein riesiges deutsches Siedlungsgebiet einrichten wollte. Dass die deutschen Fürsten nicht entschädigungslos enteignet werden sollten, lief seinen sozialistischen Überzeugungen zuwider. Ohne Widerspruch geäußert zu haben, fuhr er niedergeschlagen zurück: „Wohl eine der größten Enttäuschungen meines Lebens. Ich glaube nicht mehr restlos an Hitler. Das ist das Furchtbare: Mir ist der innere Halt genommen. Ich bin nur noch halb.“
Hitler plante sorgfältig, wie er Goebbels auf seine Seite ziehen könnte. Im April 1926 lud er ihn sowie Karl Kaufmann und Franz Pfeffer von Salomon, die beiden anderen Leiter des „Gaus Ruhr“, nach München ein. Hitler zeigte sich „beschämend gut“ und konnte so Goebbels entwaffnen. Am Folgetag war eine Diskussion um das Programm nicht mehr nötig, Goebbels war von vornherein überzeugt: „Er antwortet glänzend. Ich liebe ihn. Soziale Frage. Ganz neue Einblicke. Er hat alles durchdacht. […] Ich beuge mich dem Größeren, dem politischen Genie.“ Trotz seiner „Bekehrung“ gab Goebbels seine früheren Überzeugungen nur zögernd und unvollkommen auf – die ideologische Anpassung wurde ein wechselvoller Prozess.

### Ideologische Entwicklung

#### Opfer und Erlösung
Dem jungen Goebbels waren Opfer- und Todesgedanken nicht fremd. Einen Niederschlag fanden sie in seinem Roman Michael Voormann: Ein Menschenschicksal in Tagebuchblättern. Der Held Michael Voormann ist eine Zusammenschau eines verunglückten Freundes mit einem Idealbild des Autors. Voormann geht den Weg vom Soldaten über den Studenten zum Bergmann. Die anderen Bergleute lehnen ihn zuerst ab, bis es zur Verbrüderung kommt, in der Voormann seine „Erlösung“ findet. Dann aber wird er in einem Grubenunglück zum „Opfer“ und mit diesem erlöst er auch die anderen. Hier geht es also um das Motiv des erlösenden Selbstopfers. Die Anklänge an Goebbels’ katholische Vergangenheit sind offensichtlich.
In seinen Schriften des Jahres 1925 wurden diese Vorstellungen in vielfältiger und auch widersprüchlicher Weise ausgebaut. Goebbels forderte von seinen Anhängern eine tiefgreifende Wandlung und die Bereitschaft zum Opfer. Dieses Opfer sollte dann die Macht des Kapitalismus und damit auch des Judentums brechen. So würde der Klassenkampf beendet und der Weg in ein künftiges ideales Deutschland frei werden, für das er den beziehungsreichen Begriff „Drittes Reich“ übernahm.

#### Das „heilige Russland“
Durch die Lektüre russischer Literatur (insbesondere von Dostojewski) war Goebbels von einer schwärmerischen Liebe zu Russland erfüllt. Das bolschewistische System hielt er für nur vorübergehend. Dann aber würde Russland vorangehen auf dem Weg zu einem idealen Sozialismus. Dieser würde auch einen neuen, den „kommenden“, Menschen erschaffen. Dieses Geschehen sollte in einer engen Wechselwirkung mit Deutschland ablaufen, möglicherweise auch in einer kriegerischen Auseinandersetzung. Aber nicht um Land oder Macht sollte gekämpft werden, sondern „um die letzte Daseinsform“.
Nach der Konfrontation mit Hitler verschwand dieses bislang so häufige Thema aus seinen Artikeln und aus seinem Tagebuch. Als Gauleiter übernahm Goebbels dann vorübergehend Hitlers Linie. Aber bereits 1929 wollte er Deutschlands Expansion in überseeischen Kolonien sehen, nicht in Russland. Als Propagandaminister folgte er wiederum Hitler, doch vor Beginn des Deutsch-Sowjetischen Krieges im Jahr 1941 erwartete er dort wiederum den „echten Sozialismus“ und in den letzten Kriegsjahren drang er ständig auf eine humanere Besatzungspolitik.

#### Sozialismus
Der junge Goebbels verstand sich als Sozialist. Er verherrlichte den Arbeiter und wollte sich innerlich mit ihm verbunden fühlen. Sein Abscheu galt dem „Bourgeois“: Dies war nicht nur der Kapitalist, sondern auch der Kleinbürger. An Kommunisten gefielen ihm ihr revolutionärer Eifer und der Hass auf das Bürgertum. Sozialdemokratie und Liberalismus waren die gemeinsamen Gegner. Trennend war für ihn die internationale Ausrichtung des Kommunismus, während er selbst einen „nationalen Sozialismus“ zu errichten gedachte. Als er 1926 Gauleiter in Berlin wurde, sah er jedoch in den Kommunisten erbitterte Gegner.
Noch 1925 wollte Goebbels das Eigentum breit streuen, es in die Hände dessen geben, „der daran schafft mit Hirn und Hand“. Wovon Hitler ihn im April 1926 überzeugte, war etwas anderes:

„Gemischter Kollektivismus und Individualismus. Boden, was drauf und drunter dem Volke. Produktion, da schaffend, individualistisch. Konzerne, Truste, Fertigproduktion, Verkehr etc. sozialisiert. Darüber läßt sich reden. Er hat das alles durchgedacht.“

Dies blieb aber nicht seine Position, 1929 wollte er das Privateigentum erhalten sehen, allenfalls bei Bodenspekulation und Warenhäusern eine Ausnahme machen. Und als er als Propagandaminister Rundfunk, Presse und Film beherrschte, sah er darin den „wahren Sozialismus“ – an eine Streuung des Eigentums dachte er nun nicht mehr.

#### Antisemitismus
Goebbels’ Verhältnis zu Juden war in seinen frühen Jahren widersprüchlich. Jüdische Personen konnten ihn beeindrucken, so der Heidelberger Germanist Friedrich Gundolf. Mehrere Jahre hielt er an seiner „halbjüdischen“ Freundin Else Janke fest. Sein Antisemitismus war nicht wie der Hitlers vorwiegend rassistisch bestimmt. In einer „guten Rassenmischung“ sah er einen der Vorzüge des betriebsamen Rheinländers. Bei einer Reise nach Schweden fand er die dortige „blonde Rasse“ verächtlich; „nach außen Germanen, nach innen Halbjuden“. Vielmehr waren die Quellen seines Antisemitismus nationalistisch und antikapitalistisch. Die Juden als „landfremde Elemente“ seien nicht völkisch gesinnt und würden Deutschland feindlichen, überstaatlichen Mächten ausliefern. Vor allem aber seien sie mit dem Geld verbunden. „Das Geld ist die Kraft des Bösen und der Jude ist sein Trabant.“ Ebenso verhasst waren ihm aber die nichtjüdischen Vertreter der nationalen Rechten.
Sozialismus und Antisemitismus waren in Goebbels’ Vorstellungen benachbart. So schrieb er im Oktober 1925:

„Es handelt sich ja gar nicht um zwei besondere Klassen. In Wirklichkeit tyrannisieren hundert Sklavenhalter ein 60-Millionenvolk […] Die hundert suchen sich ihre Bundesgenossen im bürgerlichen Lager, oben und unten, da sie sich vorläufig noch zu schwach dazu fühlen, den Kampf allein auszufechten.“

Mit den Sklavenhaltern meinte Goebbels die Juden, die jedoch ihre nichtjüdischen Bundesgenossen im bürgerlichen Lager fanden. Mit der Beseitigung der Juden allein wäre der Klassenkampf also nicht gewonnen.
Welches Schicksal Goebbels in seiner Elberfelder Zeit den Juden zudachte, bleibt unklar. Seine Drohungen reichten von der Duldung in einer jederzeit kündbaren Gastrolle über Ausschluss vom öffentlichen Leben bis hin zu „ausmerzen, ausschneiden, rücksichtsloser Kampf“. Aber es finden sich auch andere Worte:

„O Gott, ein Kommunist, ein Lump, ein vaterlandsloser Geselle, ein Verräter, ein Betrüger – ein Jude! Schlagt ihn tot! Punktum! Ist es denn damit wirklich getan? […] Der Angelpunkt ist die soziale Frage, wie wir, Arbeiter und Bürger, in Zukunft nebeneinander leben können.“

## Gauleiter in Berlin

### Organisation des Gaus
Hitler ernannte Goebbels am 9. November 1926 zum Gauleiter von Berlin-Brandenburg. Die Berliner NSDAP war desorganisiert, ihre Anhänger zerstritten und der Einfluss in der Stadt gering. Goebbels konnte sich rasch durchsetzen. Er nutzte seine besonderen Vollmachten, ließ Widersacher und Unschlüssige ziehen oder schloss sie aus der Partei aus. Mit 200 überzeugten und gefügigen Anhängern gründete er innerhalb der Partei einen „Nationalsozialistischen Freiheitsbund“, dessen Mitglieder zu „Spezialaufgaben“ und zu finanziellen Opfern bereit waren. In Berlin schuf Goebbels eine straffe Gauorganisation: Die Stadt wurde in Sektionen aufgeteilt, deren Führer er selbst ernannte. Zum 1. Juli 1928 wurden diese weiter in „Straßenzellen“ unterteilt, ein „Zellen-Obmann“ sollte höchstens 50 Parteigenossen betreuen. 1930 richtete er zur Durchdringung der Betriebe „Gaubetriebszellen“ ein – das war eine Übernahme von den Kommunisten. 1931 wurde dies zum Vorbild für die übrigen Gaue. Die Mitgliederzahl der Berliner NSDAP wuchs rasch an. So konnte 1927 die bescheidene Parteizentrale in der Potsdamer Straße 100 aufgegeben werden. Zunächst traten vier Zimmer in der Lützowstraße 44 an ihre Stelle, dann 1928 eine großzügig möblierte Etage in der Hedemannstraße 10 mit 25 Räumen.
Den Leiter der Berliner SA Kurt Daluege konnte er hinter sich bringen und zu seinem Stellvertreter machen. Er ermunterte ihn zu einem raschen Ausbau der SA, die damals wegen eines Verbotes als „Sportabteilung“ getarnt war. Damit schuf er sich ein williges Instrument für Saal- und Straßenschlachten, das meist gegen den zunächst weit überlegenen kommunistischen „Roten Frontkämpferbund“ eingesetzt wurde.
Es gelang ihm jedoch nicht, sich in gleicher Weise außerhalb der Stadtgrenzen durchzusetzen, zumal die SA in Brandenburg sich ihm nicht fügen wollte. Deshalb wurde 1929 ein eigener Gau „Brandenburg“ gebildet, während Goebbels der Gau „Groß-Berlin“ verblieb.
1930 und 1931 rebellierte die ostdeutsche SA unter Walther Stennes gegen die NSDAP. Beide Male musste Goebbels Hitler zu Hilfe rufen, um die SA wieder zur Unterordnung zu bringen.

### Kampf gegen die Demokratie
Zunächst ging es Goebbels darum, die wenig beachtete NSDAP in die Schlagzeilen zu bringen. Hierzu war ihm jedes legale und illegale Mittel recht: Aufmärsche, weithin plakatierte Versammlungen, Saal- und Straßenschlachten sowie Ausschreitungen gegen Juden. Auch die von ihm immer wieder provozierten Prozesse nutzte er zur Propaganda.

#### Straßen- und Saalschlachten
Schon im Juni 1926 hatte Goebbels geschrieben: „Der Machtstaat beginnt auf der Straße. Wer die Straße erobern kann, kann auch einmal den Staat erobern.“ Hierbei wollte er „Terror und Brutalität“ einsetzen und so den „Staat […] stürzen.“ Dieses Programm wurde in Berlin zur blutigen Realität. Die früher bisweilen mit Sympathie betrachteten Kommunisten wurden jetzt zu seinen erbittert bekämpften Gegnern.
Für den 11. Februar 1927 setzte Goebbels eine Veranstaltung im „roten“ Arbeiterbezirk Wedding an – eine bewusste Provokation. Die Ankündigungen, riesige grell rote Plakate, imitierten die der Kommunisten. Schon vor Goebbels’ Rede begann die erwartete Saalschlacht; die Polizei musste die Kommunisten schützen. Die verletzten SA-Männer, die auf der Bühne aufgereiht wurden, feierte Goebbels als „Opfer kommunistischen Terrors“. Wenn er vom „unbekannten SA-Mann“ sprach, wurde dieser zum Opfer für eine höhere Sache, wie der Soldat im Krieg. Die bürgerliche Presse brachte das Vorkommnis in großer Aufmachung – die NS-Bewegung wurde jetzt wahrgenommen. 400 neue Mitglieder gewann die Partei im März, jetzt waren es 3.000. Sich selbst hatte Goebbels als glänzenden Propagandisten präsentiert, als mutig und unerschrocken. Damit hatte er seine Stellung als Gauleiter gefestigt.
Bei einer Veranstaltung am 4. Mai 1927 wurde ein Pfarrer, der Goebbels entgegentrat, von SA-Männern krankenhausreif geschlagen. Der Polizeipräsident von Berlin verbot daraufhin die NSDAP in Berlin mit allen Unterorganisationen. Das wurde mit Tarnorganisationen unterlaufen. Allerdings fielen Einnahmen weg und es zeigten sich Auflösungserscheinungen. Unangenehm war auch das gleichzeitig ausgesprochene Redeverbot für Goebbels. In einer von ihm gegründeten „Schule für Politik“ konnte er es wenigstens vor seinen Anhängern umgehen. Jedoch außerhalb von Berlin konnte er unverändert auftreten. Das Redeverbot fiel im Oktober 1927, das Parteiverbot wegen der bevorstehenden Reichstagswahlen im März 1928.
Seit dem Blutmai 1929 kam es immer häufiger zu Zusammenstößen zwischen Kommunisten und SA, von beiden Seiten propagandistisch geschürt. Goebbels nannte seine Gegner „brüllende, tobende Untermenschen“, „giftspuckende Tiere“, die „ausgemerzt“ und „vertilgt“ werden müssten. Im September 1929 wurde bei einem Straßenkampf auf ihn geschossen, die Kugel traf jedoch seinen Fahrer.
Im Dezember 1930 kam der amerikanische Film Im Westen nichts Neues nach dem gleichnamigen Roman Erich Maria Remarques in die Kinos. Von der Rechten wurde er heftig angefeindet, weil er Sinnlosigkeit und Schrecken des Krieges zeigte. Die Vorführung ließ Goebbels von 150 Anhängern sprengen. Diese randalierten, ohrfeigten tatsächliche oder vermeintliche Juden, warfen Stinkbomben und ließen weiße Mäuse frei. Die Polizei räumte den Saal. An den Folgetagen veranlasste er Protestdemonstrationen, die zu Straßenschlachten mit der Polizei ausarteten. Der Film wurde schließlich wegen „Gefährdung des deutschen Ansehens“ verboten. Goebbels sah dies als seinen großen Erfolg an.

#### Judenfeindschaft
Noch kurz bevor Goebbels im Oktober 1926 nach Berlin ging, wollte er kein „Radauantisemit“ sein. Als Gauleiter war er jedoch genau das. Die Juden waren für ihn Volksfeinde und Bazillen, denn sie missbrauchten ihr „Gastrecht“, beuteten das deutsche Volk mit Betrug und Korruption aus, vor allem aber verkörperten sie für ihn den Kapitalismus und die verhasste Weimarer Republik. Dem deutschen Volk bleibe nur Notwehr gegen den Wahn des Goldes. Auch in der Kultur sah er den zerstörerischen Einfluss der Juden, konnte sich aber dennoch für einzelne jüdische Persönlichkeiten wie die Schauspielerin Elisabeth Bergner begeistern. Ein rabiater und publikumswirksamer Antisemitismus wurde ihm zu einer wirksamen Propagandawaffe. So nutzte er offene oder latente antisemitische Strömungen in der Bevölkerung. Vor allem bot er einfache Erklärungen für komplizierte Sachverhalte an.
Ständiges Ziel von Goebbels’ Anwürfen war der jüdische Vizepräsident der Berliner Polizei, Bernhard Weiß. Seit dem Parteiverbot, das die von Weiß geleitete politische Polizei veranlasst hatte, belegte Goebbels ihn mit dem Spitznamen „Isidor“ und verhöhnte ihn in Reden und Artikeln. Besonders wirksam waren die Karikaturen in seiner Wochenzeitung Der Angriff. In Goebbels’ Propaganda wurde Weiß zum Repräsentanten der Weimarer Republik, die er damit als unterdrückend und von Juden beherrscht darstellen konnte.
Schon am 20. März 1927 ließ Goebbels seine SA-Männer Juden verprügeln. Weit schwerere Ausschreitungen gab es am Abend des jüdischen Neujahrsfestes, am 12. September 1931, als Gruppen nicht uniformierter Jugendlicher auf dem Kurfürstendamm auf Passanten jüdischen Aussehens einschlugen. Dirigiert wurde der Kurfürstendamm-Krawall von 1931 vom Führer der Berliner SA, Wolf-Heinrich Graf von Helldorff. 27 Krawallmacher wurden zu Gefängnisstrafen verurteilt, Helldorff kam mit einer Geldbuße davon, Goebbels konnte eine Anstiftung nicht nachgewiesen werden.

#### Prozesse
Seine Aktionen und Beleidigungen trugen Goebbels zahlreiche Prozesse ein. Im Februar 1928 musste er sich wegen des im Mai des Vorjahres zusammengeschlagenen Pfarrers verantworten. Zunächst wurde er zu sechs Wochen Gefängnis verurteilt. In zweiter Instanz wurde dies auf 600 RM Geldstrafe (2025: ca. 2.600 Euro) abgemildert, er weigerte sich aber zu zahlen. Im April 1928 wurde er wegen Beleidigung gegenüber Weiß zu drei Wochen Gefängnis verurteilt. Der Strafe konnte er sich entziehen, denn seit der Reichstagswahl 1928 war er Reichstagsabgeordneter und genoss damit politische Immunität.
Im Dezember 1929 warf er dem Reichspräsidenten Paul von Hindenburg Verrat am deutschen Volk vor. Dafür musste er sich im Mai 1930 vor Gericht verantworten. Er erhielt seine Vorwürfe aufrecht, unter Ovationen von der Zuschauertribüne. Verurteilt wurde er lediglich zu 800 RM (2025: ca. 3.550 Euro) Geldstrafe. Vor dem Berufungsverfahren am 14. August 1930 erklärte Hindenburg, Goebbels habe ihn persönlich nicht beleidigen wollen, an einer Bestrafung habe er kein Interesse mehr. Zwei Tage zuvor hatte Goebbels in Hannover vor Gericht gestanden, behauptet zu haben, der preußische Ministerpräsident Otto Braun sei von einem „galizischen Juden“ bestochen worden. Goebbels inszenierte seinen Auftritt: Mit einem Aufmarsch von Nationalsozialisten ließ er sich zum Gericht begleiten. Er erklärte, nicht Braun, sondern den früheren Reichskanzler Gustav Bauer gemeint zu haben, und wurde freigesprochen.
Am 29. September 1930 sollte gegen Goebbels wegen sechs Beleidigungsklagen verhandelt werden. Mehrfach beantragte er Aufschub, aus unterschiedlichen Gründen. Schließlich ordnete das Gericht die Zwangsvorführung an. Goebbels versteckte sich. Am Tage der Reichstagseröffnung ließ er sich zum Reichstagsgebäude bringen und entging knapp der Verhaftung. Damit stand er wieder unter dem Schutz der Immunität.
Seit im Februar 1931 die Aufhebung der Immunität erleichtert worden war, häuften sich die Prozesse. Am 14. April wurde er wegen Beleidigung von Weiß zu 1.500 RM (2025: ca. 7.243 Euro) Geldstrafe verurteilt. Weil er in dem Verfahren, das der aus dem Magdeburger Justizskandal bekannte Kriminalbeamte Otto Busdorf gegen Goebbels wegen Verleumdung angestrengt hatte, nicht zum Termin in Berlin erschienen war, wurde er in München verhaftet und am 29. April in Berlin zwangsweise vorgeführt. In acht verschiedenen Sachen wurden ihm insgesamt 1.500 RM Strafe aufgelastet; am 1. Mai weitere 1.000 RM, Mitte Mai kamen weitere 500 RM und zwei Monate Gefängnis hinzu. Goebbels flüchtete sich in Ratenzahlungen, schließlich wurden ihm aufgrund einer Amnestie große Beträge erlassen. Auch die Haftstrafe musste er nicht antreten. Die Prozesse schlachtete er propagandistisch aus: Er stellte die Justiz der Weimarer Republik als ohnmächtig, lächerlich oder unterdrückend dar, sich selbst stilisierte er zum Märtyrer.

#### Reichstagsabgeordneter
In den Reichstagswahlen vom 20. Mai 1928 zog Goebbels als einer von 12 Abgeordneten der NSDAP in den Reichstag ein. Im Angriff spottete er über diese Institution, die er „längst reif zum Untergang“ fand:

„Wir haben nichts mit dem Parlament zu tun. Wir lehnen es innerlich ab und stehen auch nicht an, dem nach außen hin kräftig Ausdruck zu verleihen. […] Ich bin kein Mitglied des Reichstages. Ich bin ein IdI. Ein IdF. Ein Inhaber der Immunität, ein Inhaber der Freifahrtkarte. (Ein IdI) beschimpft das ‚System‘ und empfängt dafür den Dank der Republik in Gestalt von siebenhundertfünfzig Mark Monatsgehalt.“

Goebbels führte sich am 10. Juli mit einer Schmährede ein. Er erhielt einen Verweis des Reichstags-Vizepräsidenten und das gewünschte Presseecho. Sonst kümmerte er sich wenig um das Parlament, erst nach fast neun Monaten ergriff er wieder das Wort.

#### Stadtverordneter in Berlin
Nach der Wahl zur Berliner Stadtverordnetenversammlung am 17. November 1929 war Goebbels ab dem 12. Dezember 1929 Mitglied der Berliner Stadtverordnetenversammlung, wo er Vorsitzender der NSDAP-Fraktion war. Anfang Oktober 1930 legte er sein Mandat wieder nieder. Sein Nachfolger als Fraktionsvorsitzender wurde Julius Lippert.

### Der Angriff

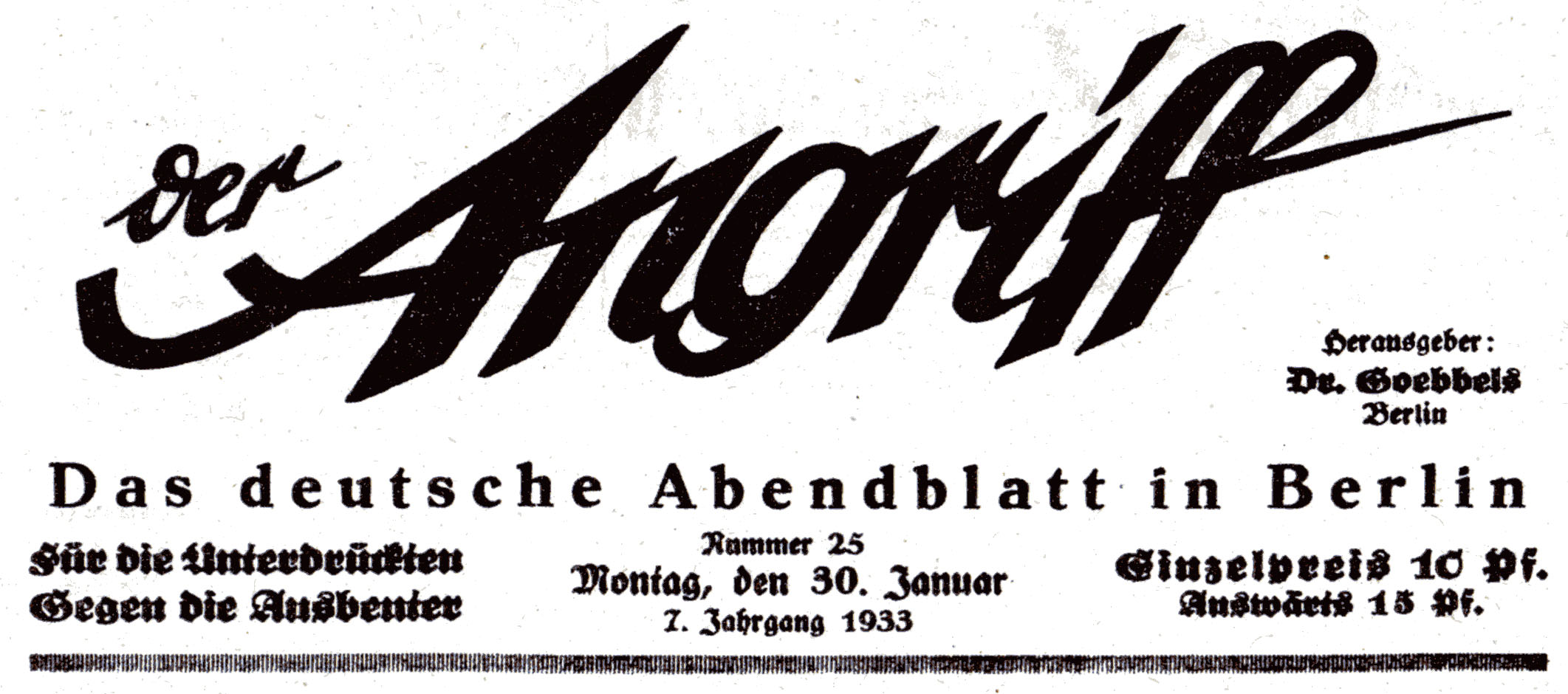
Zeitungskopf Der Angriff vom 30. Januar 1933 (Machtergreifung Adolf Hitlers)

Goebbels gab seit dem Juli 1927 auch die Wochenzeitung Der Angriff heraus, die ihm in der Zeit des Parteiverbots als Sprachrohr und als illegale Gauzentrale diente. Zudem bot dieses „Kampfblatt“ ein willkommenes Forum für ihn selbst: Wöchentlich schrieb er einen Leitartikel und ein „Politisches Tagebuch“, in welchem er die Geschehnisse der vergangenen Woche kommentierte. Der Stil des Blattes war einfach, volkstümlich und mitreißend. Karikaturen des Zeichners Hans Herbert Schweitzer mit dem Pseudonym Mjölnir dienten als Blickfang. Sie verherrlichten die Kämpfer der SA und verhöhnten die politischen Gegner.
Zunächst hatte das neue Blatt keinen leichten Stand. Es gab bereits die Tageszeitung der Partei, den in München erscheinenden Völkischen Beobachter, sowie das offizielle Gaublatt, die von den Brüdern Otto und Gregor Strasser herausgegebene nationalsozialistische Wochenzeitung Berliner Arbeiterzeitung. Gegen diese ging Goebbels offensiv vor, versorgte sie nicht mehr mit den Mitteilungen des Gaus und schreckte auch nicht vor tätlichen Angriffen gegen die Verteiler zurück. Die finanzielle Situation blieb jedoch angespannt. Im Oktober 1927 wurden nur 4.500 Exemplare verkauft.
Beunruhigt war er über die Pläne der Brüder Strasser, in Berlin eine Tageszeitung herauszugeben – genau dasselbe hatte er mit dem Angriff vor. Aber hierfür benötigte er Hitlers finanzielle Unterstützung, an dessen Führungsqualitäten er zu zweifeln begann. Im Januar 1930 notierte er: „Hitler trifft wie gewöhnlich wieder keine Entscheidung. Es ist zum Kotzen mit ihm. […] Hitler selbst arbeitet zu wenig. So geht das nicht weiter. Und hat nicht den Mut, Entscheidungen zu fällen. Er führt nicht mehr.“ Als Goebbels Ende Januar 1930 bei Hitler in München war, bemühte sich dieser sehr um ihn und versprach ihm sogar die Reichspropagandaleitung der NSDAP. Getröstet fuhr Goebbels zurück. Als dann im März 1930 tatsächlich die Zeitung der Strasser-Brüder herauskam, war Goebbels voller Groll: „Hitler hat in dieser Sache allein schon 4 Mal sein Wort gebrochen. Ich glaube ihm gar nichts mehr. […] Wie soll das erst mal werden, wenn der in Deutschland den Diktator spielen muss?“
Als Gauleiter und als Redner auf Massenveranstaltungen blieb Goebbels unverändert aktiv. Am 27. April 1930 ernannte Hitler Goebbels zum Reichspropagandaleiter. Jetzt war Goebbels’ Unmut geschwunden. Wiederum war er in Hitlers Bann. Diese Krise fand nur im Tagebuch ihren Niederschlag. Nach außen verbarg Goebbels sie sorgfältig: Mit unveränderter Energie agierte er als Gauleiter, schrieb Leitartikel und trat als Redner auf. Dies war nicht das letzte Mal, dass Goebbels sein Verhältnis zu Hitler als krisenhaft wahrnahm.
Ab Oktober 1929 konnte Der Angriff zwei Mal je Woche erscheinen, schließlich erschien er ab dem 1. November 1930 als tägliche Abendzeitung. Im März 1930 erreichte die Auflage 80.000, der Höhepunkt wurde im Juli 1932 mit 110.000 Exemplaren erreicht. Das war der zweite Rang unter den NS-Blättern nach dem Völkischen Beobachter. Dennoch gab es immer wieder Geldprobleme. Dazu trugen auch die häufigen Verbote der Zeitung bei – allein zwischen November 1930 und August 1932 13 Mal; für insgesamt 19 Wochen fiel das Blatt aus.
Goebbels war 1932 Vorsitzender des Reichsverbandes Deutscher Rundfunkteilnehmer e. V. (R. D. R.) und publizierte in dessen Zeitschrift Der Deutsche Sender. Am 2. November 1932 nannte er in dem Blatt das Radio eine „revolutionäre Waffe der neuen Zeit“, die „unsere Volksgenossen von früh bis spät […] begleitet und führt“.

### Horst Wessel
Goebbels machte die von politischen Gegnern getöteten Nationalsozialisten zu Märtyrern. Besonders eignete sich hierfür der von einem Mitglied der Kommunistischen Partei Deutschlands (KPD) bei einem Überfall auf seine Wohnung am 14. Januar 1930 tödlich verletzte und am 23. Februar 1930 verstorbene SA-Führer Horst Wessel. Goebbels konnte in ihm seinen Romanhelden Michael Voormann wiederfinden: Beiden gemeinsam war der Weg vom Soldaten über den Studenten zum Arbeiter und der frühe Tod. In diesem Sinn gestaltete Goebbels auch seine öffentlichen Reden. In seinem Nachruf erklärte er Wessel für unsterblich: „[…] sein Geist stieg in uns auf, um mit uns allen weiterzuleben. Er hat es selbst geglaubt und gewusst; er gab dem hinreichenden Ausdruck: er ‚marschiert in unseren Reihen mit!‘.“ Eine Woche später stilisierte Goebbels ihn zur Christus-Figur und zur Verkörperung Deutschlands: „Er hat den Kelch der Schmerzen bis zur Neige ausgetrunken. […] Deutschland hat gekämpft und gelitten, geduldet und gedarbt und ist dann, geschmäht und angespuckt, den schweren Tod gestorben. Es steht ein anderes Deutschland auf. Ein junges, ein neues! […] Über die Gräber vorwärts! Am Ende liegt Deutschland!“ – Diese Verknüpfung von Opfer und Wiederauferstehung wurde zum Vorbild für nationalsozialistische Trauerfeiern, etwa als am 8. und 9. November 1935 die Särge der Toten des Hitlerputsches in einen „Ehrentempel“ in München überführt wurden.

### Propagandaleiter und Wahlkämpfe

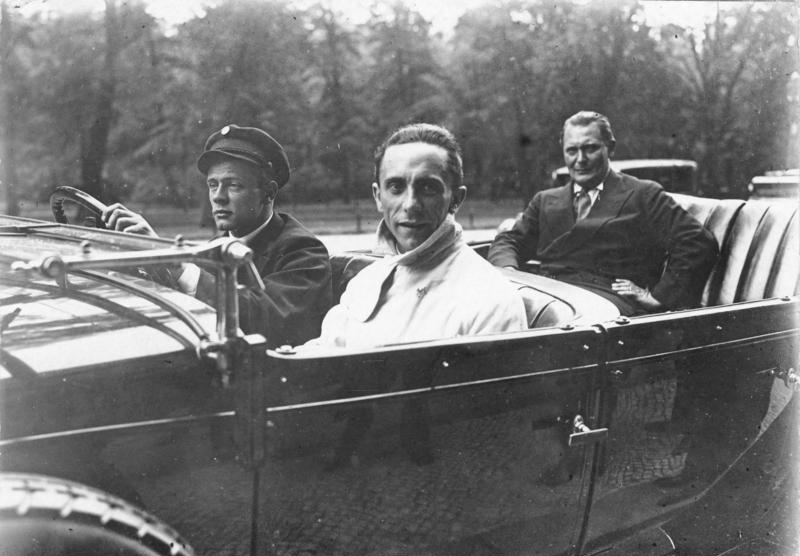
Goebbels (vorn) mit Hermann Göring, Aufnahme aus dem Jahr 1930

Als Reichspropagandaleiter war Goebbels ab dem 27. April 1930 zuständig für die Propaganda der Partei, ihre Wahlkämpfe und Großveranstaltungen, nicht jedoch für ihre Presse. Der Rundfunk kam im August 1932 dazu, der Film vorübergehend ab Juli 1931. – In den Gauen wurden Gaupropagandaleitungen eingerichtet. Zahlreiche Schriften der Reichspropagandaleitung sollten die Parteipropaganda vereinheitlichen.
Wichtigste Aufgabe im neuen Amt waren die Wahlkämpfe. Bereits für den 14. September stand die Reichstagswahl 1930 an. Goebbels’ Parole war „Arbeit und Brot“ – aufgrund der Wirtschaftskrise herrschte Massenarbeitslosigkeit. Wahlkampfthema sollte der Young-Plan, also die Regelung der Reparationen, sein. Sie zu leisten wurde als Erfüllungspolitik bezeichnet, die republikanischen Parteien damit als Gehilfen der früheren Kriegsgegner verunglimpft. Die Kampagne sollte „in einem atemberaubenden Tempo“ ablaufen. Sich selbst schonte er dabei nicht. Der Höhepunkt war Hitlers Rede am 14. September im Berliner Sportpalast. Der Wahlerfolg war überwältigend: Die NSDAP wurde mit 107 Abgeordneten die zweitstärkste Fraktion nach der SPD. Gewonnen hatten auch die Kommunisten, behauptet hatten sich Zentrum und Bayernpartei, stark verloren die übrigen bürgerlichen Parteien.

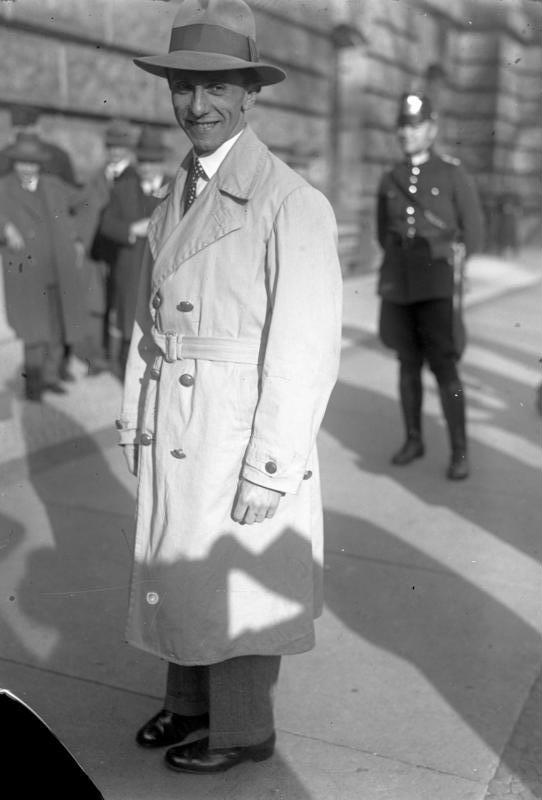
Februar 1932: Gauleiter von Berlin

Nach langem Drängen Goebbels’ entschloss sich Hitler im Februar 1932, als Kandidat für das Amt des Reichspräsidenten gegen Hindenburg anzutreten. Goebbels begann den Wahlkampf damit, dass er im Reichstag Hindenburg beleidigte und daraufhin ausgeschlossen wurde. Er schwenkte rasch um: Sein Wahlkampf sollte weniger dem Kandidaten Hindenburg als vielmehr dem „System“, also der Weimarer Republik, gelten. Als Gegenbild wurde Hitler aufgebaut, überhöht im Sinne eines Hitler-Mythos. Goebbels setzte auf die Medien: Es wurden eine halbe Million Plakate geklebt. Neu waren auch eine kleine Schallplatte, die in einer Auflage von 50.000 hergestellt wurde, sowie ein zehnminütiger Tonfilm. Das Wahlergebnis am 13. März fand Goebbels enttäuschend: Hitler war mit 30 % der Stimmen Zweiter geworden. Hindenburg hatte die absolute Mehrheit knapp verfehlt. So wurde eine Stichwahl am 10. April erforderlich. Nochmals steigerte Goebbels die Mittel: 800.000 Exemplare des Völkischen Beobachters wurden verteilt. Er mietete in der Woche vor der Wahl ein Flugzeug, so dass Hitler jeden Tag in drei bis vier Städten auftreten konnte. „Hitler über Deutschland“ wurde dieser Triumphzug vieldeutig genannt. Hitler gewann nochmals zwei Millionen Stimmen hinzu, blieb aber Zweiter.
Der Wahlkampf ging weiter: Am 24. April wurden in Preußen und anderen Ländern die Landtage gewählt. Goebbels forderte den Reichskanzler Heinrich Brüning zu einem Rededuell im Berliner Sportpalast auf, was dieser verweigerte. In der Veranstaltung ließ er daraufhin eine Rede Brünings abspielen und konnte diese dann unter dem Jubel seiner Anhänger genüsslich widerlegen. Bei der Wahl in Preußen wurde er über den Wahlkreis 2 (Berlin) selbst in den Landtag gewählt. Das Landtagsmandat legte er, nachdem er im Juli 1932 erneut in den Reichstag gewählt wurde, am 24. August 1932 nieder. Als Nachrücker ersetzte ihn Hermann Voß.
Am 31. Juli 1932 musste der Reichstag neu gewählt werden, nachdem Brüning zurückgetreten war und jetzt Franz von Papen amtierte. Im Mittelpunkt der Polemik standen die jetzt nahezu bürgerkriegsähnlichen Zustände, zumal der Altonaer Blutsonntag mit 18 Toten. Erst Hitler würde zum „nationalsozialistischen Erwachen“ führen. Goebbels konnte seine erste Rundfunkrede halten. Die NSDAP konnte ihren Stimmenanteil nochmals mehr als verdoppeln und erreichte mit 37,3 % das beste Ergebnis einer Partei in einer Reichstagswahl vor 1933. Mit 230 Abgeordneten stellte sie erstmals die mit Abstand stärkste Fraktion. Goebbels wähnte sich bereits am Ziel: „Wir werden die Macht niemals wieder aufgeben, man muß uns als Leichen heraustragen.“ Aber Hindenburg wollte einem Hitler die Macht damals nicht übergeben. Die Partei stürzte in eine tiefe Krise.
Der Reichstag wurde schon am 12. September 1932 wieder aufgelöst. Neuwahlen wurden für den 6. November 1932 angesetzt. Papen wurde zum Hauptgegner der nationalsozialistischen Wahlpropaganda, daneben die SPD. Diese Wahlen brachten den Nationalsozialisten mit einem Verlust von gut vier Prozentpunkten einen Rückschlag. Jetzt stellten sie noch 196 Abgeordnete und damit immer noch die weitaus stärkste Fraktion. Goebbels sah als Ursache, dass die Arbeiterschaft zu wenig angesprochen worden sei.
Am 15. Januar 1933 wurde in Lippe, einem kleinen Land mit nur 100.000 Wahlberechtigten, der Landtag gewählt. Die NSDAP wollte jetzt zeigen, dass die Schlappe vom vorigen November auszuwetzen war. Deshalb wurde das Land mit einem riesigen Aufwand und Einsatz der besten Redner mit einem „Wahltrommelfeuer“ überzogen. Zwar konnte die NSDAP das Ergebnis vom November übertreffen, aber nicht das vom Juli 1932 erreichen. Dennoch wurde dies in der Parteipresse als Sieg dargestellt.
Als Reichspropagandaleiter zeigte Goebbels seinen Erfindungsreichtum und seine Fähigkeit zur Organisation. Konsequent nutzte er alle ihm verfügbaren technischen Möglichkeiten. Er setzte nicht nur sich selbst bis zum Letzten ein, sondern konnte auch den Parteiapparat zu Höchstleistungen bewegen. Seine Programmaussagen waren wenig konkret, wichtiger war die Abwertung der politischen Gegner. Konsequent wurde die Person Hitlers in den Mittelpunkt gerückt. Goebbels war zwar nicht der Schöpfer des „Hitler-Mythos“, aber es gelang ihm, diesem zu weitreichender Wirkung zu verhelfen.

## An der Macht

### Gründung des Propagandaministeriums
Nach der Reichstagswahl im Juli 1932, in der die NSDAP ihren Stimmenanteil hatte verdoppeln können, versprach Hitler Goebbels ein Ministerium für den gesamten Erziehungs- und Kulturbereich. Als Hitler dann am 30. Januar 1933 zum Reichskanzler ernannt wurde, erwartete Goebbels, Kultusminister zu werden. Mit Rücksicht auf die konservativen Kabinettspartner und den Reichspräsidenten vertröstete ihn Hitler jedoch bis auf weiteres. Während Bernhard Rust preußischer Kultusminister wurde, übernahm Walther Funk als Ministerialdirektor die Pressestelle der Reichsregierung und plante mit Hitler die Errichtung einer zentralen Dienststelle für Kommunikationskontrolle und Medienpolitik. Goebbels, der aus dem engeren Machtzirkel ausgeschlossen und mit der Vorbereitung des Reichstagswahlkampfs beauftragt war, fühlte sich gekränkt und in die Ecke gedrängt. Erst nachdem ihn Hitler am 16. Februar informiert hatte, wie weit die Planungen gediehen waren, dass Goebbels als Minister vorgesehen war, und als zudem kurz darauf auch die Finanzierung des Wahlkampfs gesichert war, hellte sich Goebbels’ Stimmung auf.
In der Reichstagswahl vom März 1933 erreichte die NSDAP mit 44 % der Stimmen zwar nicht die erhoffte absolute Mehrheit, konnte sich aber gegenüber den Deutschnationalen als Wahlsieger fühlen. Mit der knappen Mehrheit der Regierungskoalition von 52 % konnte Hitler in der Kabinettssitzung am 7. März argumentieren, es dürfe „keine politische Lethargie aufkomme[n]“. Man müsse eine Zentralstelle für Volksaufklärung einrichten. Am 13. März 1933 wurde das Reichsministerium für Volksaufklärung und Propaganda begründet und Goebbels zum Minister ernannt.

### Reichsminister für Volksaufklärung und Propaganda

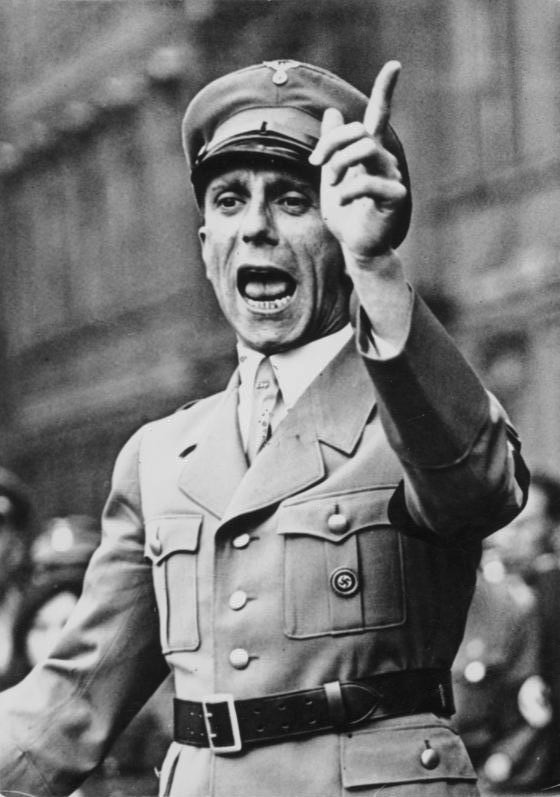
Goebbels bei einem SA-Appell, Berlin, 25. August 1934

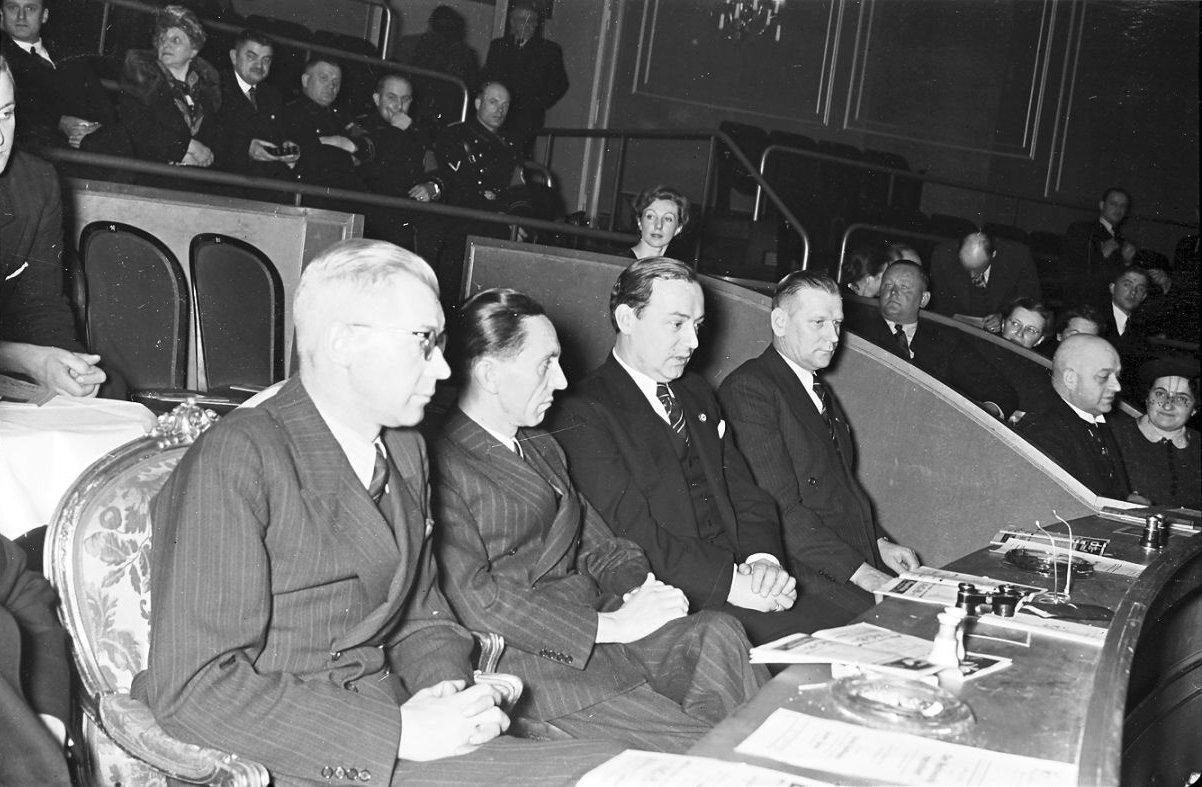
Goebbels mit Stab, in der Loge, im Kabarett der Komiker, 1939

Goebbels schuf innerhalb eines halben Jahres diejenige Organisation, mit welcher er den gesamten Kulturbereich überwachen konnte. Im Reichsministerium für Volksaufklärung und Propaganda gab es für jedes der Medien eine eigene Abteilung: Presse, Rundfunk, Film, Theater, Schrifttum, also Literatur jeder Art, Bildende Kunst, Musik. Hier wurden die Inhalte überwacht: was die Zeitungen schreiben sollten, welche Filme gedreht wurden, wie diese bewertet wurden und zu fördern waren (Nationalsozialistische Filmpolitik), welche Theaterstücke auf den Spielplan gelangten usw. Die Reichskulturkammer war gleichartig organisiert, für jede der genannten Sparten gab es eine Unterkammer. Propagandaministerium und Kulturkammern arbeiteten eng zusammen. Die Kammern überwachten und kontrollierten die Personen: Alle Zeitungsleute waren in der Reichspressekammer organisiert; wer ausgeschlossen wurde, hatte damit ein Berufsverbot. Die Reichsschrifttumskammer beispielsweise erfasste nicht nur die Autoren, sondern auch Verleger und Buchhändler, die Reichsrundfunkkammer nicht nur die Funkhäuser, sondern auch Hersteller und Händler von Radiogeräten.
Die Presse wurde auf indirekte, aber sehr wirksame Weise gesteuert. Zunächst verschwand die gesamte nichtnationalsozialistische Parteipresse. Bürgerliche und konfessionelle Zeitungen stellten ihr Erscheinen ein oder wurden im Laufe der Jahre zunehmend in Parteibesitz überführt. Mit dem Schriftleitergesetz vom 18. Oktober 1933 wurde der Schriftleiter allein verantwortlich für die Inhalte und damit unabhängig von seinem Verleger. Jedoch musste er in die „Schriftleiterliste“ der Reichspressekammer eingetragen sein, womit für Linientreue gesorgt war. Schwerpunkte und Inhalte der Berichterstattung wurden zentral gesteuert: Hierzu gab es die täglichen Pressekonferenzen im Propagandaministerium sowie eine Flut von Presseanweisungen. Diese waren sehr präzise, so durfte z. B. über die Rückkehr der Halbjüdin Helene Mayer, die auf Druck des Auslands bei den Olympischen Sommerspielen 1936 für Deutschland startete, nur in den Zeitungen Hamburgs (wo sie aus den USA ankam) und Offenbachs (für deren Verein sie startete) in einem kurzen Artikel berichtet werden. Für die Versorgung mit Nachrichten wurde 1933 das staatliche Deutsche Nachrichtenbüro (DNB) geschaffen. Eine Nachzensur war damit nicht mehr nötig. Als einzige Ausnahme genoss die Frankfurter Zeitung eine relative, wenn auch schwindende Unabhängigkeit, bis auch sie 1943 eingestellt wurde.

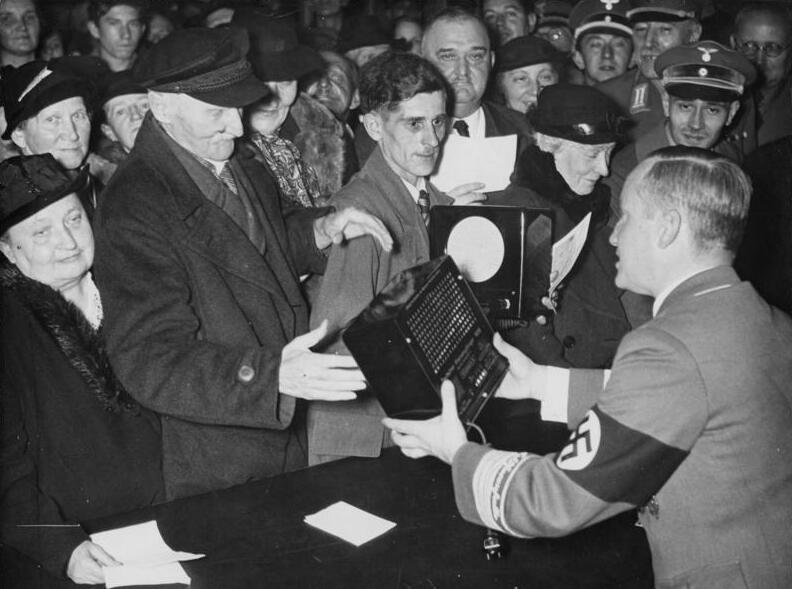
Zum Geburtstag Goebbels’; Verteilung von Rundfunkgeräten an „bedürftige Volksgenossen“, Funkhaus Berlin, Oktober 1938

Bereits in der Weimarer Republik war der Rundfunk verstaatlicht worden. Goebbels konnte ihn also schlagartig übernehmen. Er steuerte ihn direkt aus dem Propagandaministerium. Eine erste propagandistische Meisterleistung war die Übertragung des Fackelzuges bei der Ernennung Hitlers zum Reichskanzler am 30. Januar 1933. Damit wurde eine revolutionäre Aufbruchsstimmung suggeriert. Das Ziel des Rundfunks sollte es sein, das „Volk in seiner Gesamtheit“ zu erreichen, um es mit nationalsozialistischer Propaganda „innerlich“ zu „durchtränken“. Hierfür waren zwei Dinge erforderlich: Das Programm musste breite Massen ansprechen und diese sollten es auch empfangen können. Deshalb wurde bereits im August 1933 ein Volksempfänger zu 76 RM auf den Markt geworfen, dem kurz vor Kriegsbeginn der „Deutsche Kleinempfänger“ für nur 35 RM folgte, im Volksmund „Goebbels-Schnauze“ genannt. Die Zahl der Rundfunkteilnehmer stieg von 4,3 Millionen Anfang 1933 auf 11,5 Millionen sechs Jahre später. Hinzu kam der Gemeinschaftsempfang in Betrieben und auf öffentlichen Plätzen. So konnten Hitler-Reden, Großereignisse wie Parteitage, aber auch die Olympischen Spiele 1936 von einem Massenpublikum verfolgt werden. Im Rahmen der sogenannten Dr.-Goebbels-Rundfunkspende erfolgten kostenlose Abgaben bzw. Verteilungen (etwa an Goebbels’ Geburtstag) von Rundfunkempfängern an Bedürftige. Anfang 1943 musste die Verteilung aufgrund von Materialknappheit faktisch eingestellt werden, außerdem wurden schriftliche Gesuche um Zuteilung eines Rundfunkgerätes „aus Mangel an Arbeitskräften“ nicht mehr beantwortet.

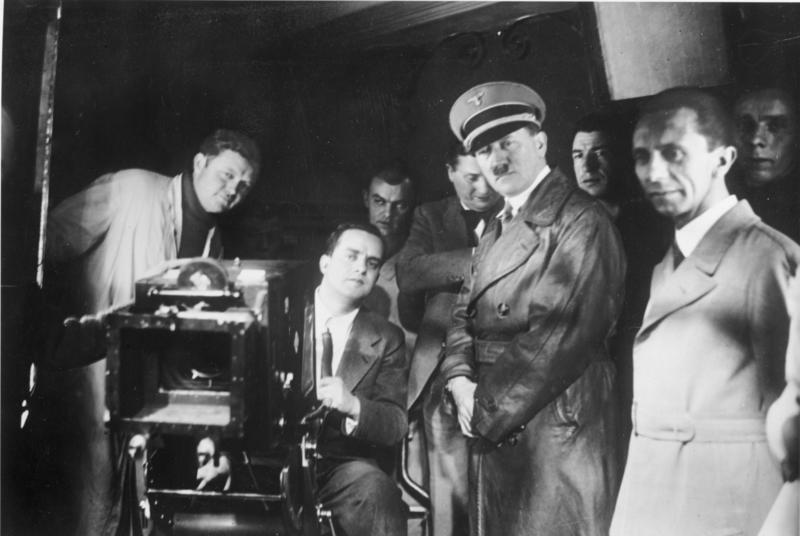
Hitler und Goebbels bei der UFA am 4. Januar 1935

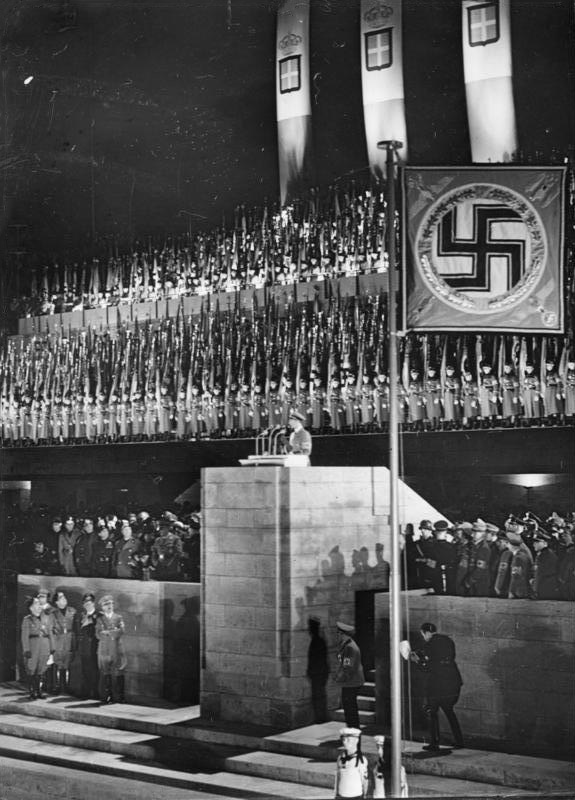
Kundgebung mit Mussolini, Maifeld (Berlin), 28. September 1937

Dem Film galt Goebbels’ besonderes Interesse, besonders den Inhalten und der propagandistischen Ausrichtung. Ihm wurde auch nachgesagt, dass er auf eine sehr persönliche Weise Einfluss auf die Besetzung der weiblichen Rollen nahm: Dies brachte ihm den Spitznamen „Bock von Babelsberg“ ein, da in Potsdam-Babelsberg die riesigen Studios der UFA lagen. Da bereits die Drehbücher genehmigt werden mussten, wurden nur sehr wenige fertige Filme verboten. Überwiegend wurden scheinbar unpolitische Unterhaltungsfilme produziert, die mit zugkräftigen Stars das Publikum anlockten. Aber es gab auch ausgesprochene Propagandafilme, beispielsweise Triumph des Willens, Leni Riefenstahls vielfach preisgekrönter Film über den Reichsparteitag 1934, oder Veit Harlans antisemitischer Film Jud Süß. Goebbels betrieb eine weitgehende Konzentration und Verstaatlichung bei Produktion, Verleih und Lichtspieltheatern. An seiner Macht über die Medien konnte er sich berauschen: Im März 1937 notierte er:

„Wenn wir heute die UFA kaufen, sind wir der größte Film-, Presse-, Theater- und Rundfunkkonzern der Welt. Damit werde ich arbeiten für das Wohl des deutschen Volkes. Welch eine Aufgabe!“

Goebbels war also ein „Medienzar“, der – wenigstens in der Theorie – die gesamte deutsche Medienproduktion beherrschte. Die Kontrolle von allem, was das deutsche Volk lesen, hören und anschauen konnte, war jedenfalls nahezu total.
Goebbels sah sich als Feldherr, der das Volk zur Übereinstimmung mit dem Nationalsozialismus führt:

„Das ist das Geheimnis der Propaganda: den, den die Propaganda fassen will, ganz mit den Ideen der Propaganda zu durchtränken, ohne daß er überhaupt merkt, dass er durchtränkt wird. […] Wenn die anderen Armeen organisieren und Heere aufstellen, dann wollen wir das Heer der öffentlichen Meinung mobilisieren, das Heer der geistigen Vereinheitlichung, dann sind wir wirklich die Weichensteller der Zeit.“

In diesem Sinn gestaltete er Großkundgebungen wie Maifeiern und Parteitage. Ausweis seines Erfolges waren ihm die Ergebnisse der „Wahlen“ und der Volksabstimmungen, bei denen freilich nur Zustimmung gefragt war.
Jedes Mal Hitler mit einem möglichst hohen Prozentsatz zu beglücken, war Goebbels’ Stolz. Er erklärte dies für die „Stimme des Volkes“, auch wenn er die zweifellos hohen Ergebnisse noch ein wenig schönte, bis er schließlich 99 % vorweisen konnte. Und nicht nur bei diesen Gelegenheiten wurde ihm Hitlers überschwängliches Lob zuteil, stets sorgfältig im Tagebuch vermerkt.

### „Entartete Kunst“

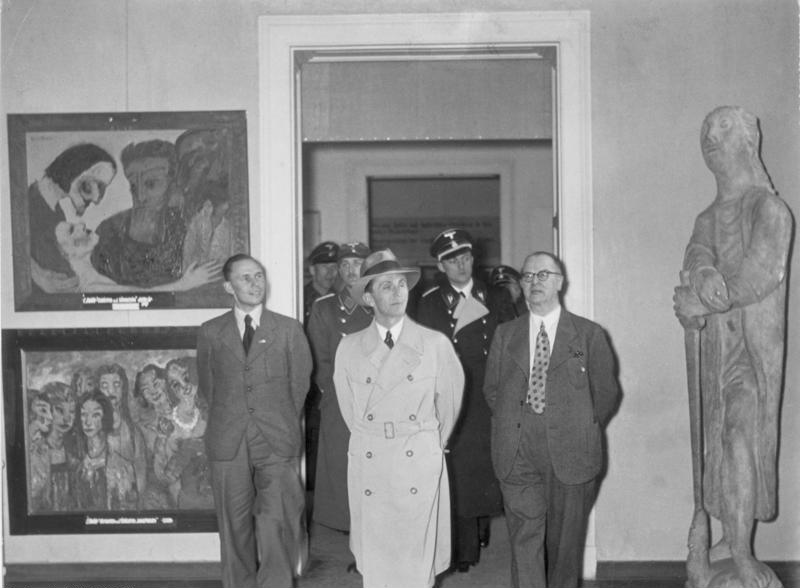
Wanderausstellung „Entartete Kunst“, Gemälde von Emil Nolde: Christus und die Sünderin und Die klugen und die törichten Jungfrauen, Skulptur von Gerhard Marcks: Heiliger Georg, 27. Februar 1938

Der Begriff der „Entarteten Kunst“ bezog sich zunächst auf die bildenden Künste, dann aber auch auf Literatur, Theater und Musik. Dass die Kulturpolitik des „Dritten Reiches“ die Vielfalt und Lebendigkeit der Weimarer Republik abzuschneiden gedachte, wurde mit den öffentlichen Bücherverbrennungen des 10. Mai 1933 offensichtlich. Aus Bibliotheken und Museen verschwanden unerwünschte Werke. Zahlreiche Journalisten, Autoren, Künstler, Musiker, Film- und Theaterleute gingen in die Emigration, andere passten sich an oder zogen sich in eine „Innere Emigration“ zurück.
Ungern sah Goebbels allerdings, dass auch der deutsche Expressionismus unterdrückt werden sollte, hatte dieser ihn doch in seiner Jugend begeistert. Noch 1933 ließ er seine neue Dienstwohnung mit Bildern Emil Noldes ausstatten und wollte diesen auch weiterhin unbehelligt lassen. Jedoch beugte er sich Hitlers Kunstdiktat: In der Ausstellung „Entartete Kunst“ in München im Jahr 1937 war auch Nolde unter den Verfemten. Über 16.000 Kunstwerke wurden beschlagnahmt, viele ins Ausland verkauft, Tausende wurden 1939 öffentlich verbrannt. Schließlich verbot Goebbels im November 1936 nach einem Hinweis Hitlers auch die Kunstkritik, jegliche Wertung wurde untersagt.

### Die Verfolgung der Juden
Nach Hitlers Machtübernahme am 30. Januar 1933 kam es an vielen Orten zu antijüdischen Aktionen. Hiergegen rief der „American Jewish Congress“ zu einem Boykott deutscher Waren auf, der allerdings nicht von den Regierungen unterstützt wurde. Jedoch waren die Folgen für das Ansehen Deutschlands verheerend. Um der „Auslandshetze“ entgegenzuwirken, sollten am 1. April 1933 alle jüdischen Geschäfte und die Praxen von jüdischen Ärzten und Rechtsanwälten boykottiert werden. Goebbels oblag die propagandistische Vorbereitung dieses Judenboykotts im In- und Ausland. Die Aktion brachte nicht die erhoffte Resonanz in der Bevölkerung und wurde nicht fortgesetzt.
Die Reichskulturkammer sollte Goebbels auch dazu dienen, die Juden aus dem Kulturbereich hinauszudrängen. Dies erwies sich als viel schwieriger, als Goebbels es sich zunächst vorgestellt hatte. Seine Kriterien waren allerdings schärfer als die der Rassengesetze von 1935: Hier wurden Juden und „Halbjuden“ diskriminiert, Goebbels wollte auch „Vierteljuden“ sowie auch die mit „Halb-“ oder „Vierteljuden“ Verheirateten als „jüdisch Versippte“ ausschließen. Oft waren die Juden schwer zu entbehren, so gab es eine Vielzahl von Ausnahmeregelungen, auch hinsichtlich jüdischer oder „halbjüdischer“ Ehepartner. Am 16. Juni 1936 beklagte er sich bei Fritz Sauckel:

„Was soll man in der Kunst machen? Die was können, sind meistens noch im alten Fahrwasser. Und unsere Jugend ist noch zu unausgereift. Man kann keine Künstler fabrizieren. Aber dieses ewige Warten in der Dürre ist auch furchtbar. Aber ich werde nun wieder darangehen, das Schlechte auszujäten.“

Immer wieder meinte er am Ziel zu sein, aber noch im Juni 1939 war er mit diesem Thema beschäftigt.
Zunehmend suchte Goebbels die Juden in Deutschland und besonders in Berlin in allen Lebensbereichen zu isolieren. Er ließ den Polizeipräsidenten von Berlin, Wolf-Heinrich Graf von Helldorf, im Mai 1938 eine Denkschrift in diesem Sinne abliefern. Der SD verhinderte aber einen Alleingang eines einzelnen Gaus. Dennoch ließ Goebbels hier in der „Juni-Aktion“ 1938 über 800 Juden verhaften. Die jüdischen Geschäfte wurden gekennzeichnet, geschädigt oder gar geplündert, Namensschilder jüdischer Freiberufler beschmiert. Jedoch musste wegen Kritik in der Partei, möglicherweise auch von Seiten Hitlers, die Aktion abgebrochen werden. Goebbels’ erklärtes Ziel blieb es jedoch, Berlin „judenrein“ zu machen. Mit Hitler war er sich einig, dass die Juden innerhalb von zehn Jahren Deutschland verlassen haben müssten. Erörtert wurde bis 1940 auch der sogenannte Madagaskarplan.
An den Pogromen in der sogenannten „Reichskristallnacht“ hatte Goebbels einen wesentlichen Anteil. Am 9. November, dem Jahrestag von Hitlers Putschversuch von 1923, fand in München das traditionelle Treffen der Parteiführung statt. An diesem Tag kam die Nachricht vom Tode Ernst Eduard vom Raths, auf den zwei Tage zuvor Herschel Grynszpan einen Anschlag verübt hatte. Goebbels griff diese Gelegenheit auf. In einer scharfen Rede vor den anwesenden Parteiführern verwies er auf Pogrome, die an einzelnen Orten bereits stattgefunden hatten, und gab zu verstehen, dass die Partei antijüdische Aktionen nicht behindern werde:

„Ich trage dem Führer die Angelegenheit vor. Er bestimmt: Demonstrationen weiterlaufen lassen. Polizei zurückziehen. Die Juden sollen einmal den Volkszorn zu verspüren bekommen. Das ist richtig. Ich gebe gleich entsprechende Anweisungen an Polizei und Partei. Dann rede ich kurz dementsprechend vor der Parteiführerschaft. Stürmischer Beifall. Alles saust gleich an die Telephone. Nun wird das Volk handeln.“

Goebbels sorgte also dafür, dass sich lokale Aktionen reichsweit ausdehnten. In ganz Deutschland und Österreich wurden Tausende Synagogen und Gebetshäuser in Brand gesteckt, jüdische Geschäfte demoliert, etwa 100 Juden getötet und 30.000 verhaftet. Die Polizei erhielt genaue Befehle, wie sie Juden verhaften, aber nicht misshandeln, Plünderungen verhindern, „deutsches“, also nichtjüdisches Eigentum schützen und im Übrigen die Aktionen laufen lassen sollte. Im Ausland kam es zu einem Sturm der Entrüstung. Zudem musste Goebbels erkennen, dass auch weite Teile der deutschen Bevölkerung die Pogrome ablehnten.
Goebbels war am 12. November 1938 Teilnehmer an Görings „Besprechung über die antijüdischen Maßnahmen nach den Pogromen“. Neben einer pauschal auferlegten „Judenvermögensabgabe“ von einer Milliarde Reichsmark verfielen fällige Versicherungsleistungen an den Staat. Die „Verordnung zur Ausschaltung der Juden aus dem deutschen Wirtschaftsleben“ und die bald darauf folgende „Verordnung über den Einsatz des jüdischen Vermögens“ dienten der endgültigen Entfernung der Juden aus der deutschen Wirtschaft. Das „Gesetz gegen die Überfüllung deutscher Schulen und Hochschulen“ war schon im April 1933 beschlossen worden. Nun wurden Juden auch von Kinos und Theatern ausgeschlossen, Autos und Motorräder durften sie nicht mehr besitzen und der Mieterschutz wurde eingeschränkt. Für Berlin befahl Goebbels noch schärfere Maßnahmen: Hier wurden den Juden auch Schwimmbäder, Zirkus und der Zoo verboten. Jetzt begann hier auch eine Aktion, bei der jüdische Mieter aus „Großwohnungen“ vertrieben wurden.

### Hitlers Kriegspolitik
In der Sudetenkrise forderte Hitler im Jahr 1938 die Eingliederung des überwiegend von Deutschen bewohnten Sudetenlandes in das Deutsche Reich. Sein tatsächliches Ziel war aber die Annexion des tschechischen Teils der Tschechoslowakei. Scheinbar vorbehaltlos unterstützte Goebbels diese Politik. Schwankend und widersprüchlich war dagegen seine eigene Meinung: Fern von Hitler war er von der Furcht erfüllt, dass bei einer gewaltsamen Annexion des Sudetenlandes Frankreich die Bündnisverpflichtungen gegenüber der Tschechoslowakei erfüllen und auch England in einen Krieg eintreten würde. Dass er Hitlers Politik für riskant und gefährlich hielt, vertraute er aber nur seinem Tagebuch an, seine Umgebung konnte dies kaum bemerken. In Hitlers Gegenwart aber fielen Furcht und Sorgen von ihm ab und machten einem unbedingten Vertrauen zu seinem Führer Platz.
Auf dem Höhepunkt der Krise, am 27. September, ließ Hitler eine motorisierte Division durch Berlin paradieren. Der erwartete Jubel der Bevölkerung blieb jedoch aus. Goebbels registrierte das sehr genau: Jetzt wagte er sogar ein offenes Wort zu Hitler: „Dann habe ich in der entscheidenden Stunde dem Führer die Dinge dargelegt, wie sie sich in Tatsache verhielten. Der Vorbeimarsch der motorisierten Division am Abend des Dienstag hat ein Übriges dazu getan, um Klarheit zu schaffen über die Stimmung im Volk. Und die war nicht für Krieg.“
In Gegenwart Hitlers schwand Goebbels’ berechtigte Kriegsfurcht und machte einem blinden Vertrauen Platz. So schrieb er am 26. September, nach einem Spaziergang im Garten der Reichskanzlei: „Der Führer ist ein divinatorisches Genie.“ – Am 1. Oktober, nach dem Ende der Krise, hatte er seine widersprüchlichen Gefühle noch keineswegs geordnet. Im Rückblick war ihm die überstandene Gefahr deutlich: „Wir sind alle auf einem dünnen Drahtseil über einen schwindelnden Abgrund gegangen.“ Aber auf einen Krieg wollte er sich dennoch vorbereiten: „Jetzt sind wir wirklich wieder eine Weltmacht. Jetzt heißt es: rüsten, rüsten, rüsten!“
Trotz aller Zweifel betrieb er voller Eifer die propagandistische Begleitung der Krise: Über das Auswärtige Amt verhängte er eine Pressezensur, damit dieses „nicht weich in den Knien“ würde. Er ließ Grenzzwischenfälle inszenieren: „Die Presse greift sie groß auf.“ Auch durfte nichts über die Durchfahrt der motorisierten Division berichtet werden. Und er hielt Reden, die die Unsicheren aufrichten sollten: vor Mitarbeitern seines Ministeriums, vor Chefredakteuren, vor 500 Leitern des Gaus Berlin und vor großem Publikum im Sportpalast in Berlin.
Auch im Folgejahr 1939 zeigte sich dieser Zwiespalt, als Hitler den Druck auf Polen erhöhte: Wiederum sah er die Situation als gefährlich an und war von Furcht vor einem Krieg erfüllt. In seiner Propaganda dagegen suchte er das deutsche Volk genau auf diesen einzustimmen. Er feierte die Wehrmacht als die „stärkste der Welt“. Großbritannien stellte er als zukünftigen Angreifer dar, der mit einer Politik der „Einkreisung“ Deutschland bedrohe. Als Hitler jedoch mit dem deutsch-sowjetischen Nichtangriffspakt vom 24. August wenigstens für den Augenblick die Neutralität der Sowjetunion sicherte, sah Goebbels dies als „genialen Schachzug“. Als nach dem deutschen Einfall in Polen am 3. September die englische Kriegserklärung einlief, wirkte Goebbels wie „ein begossener Pudel“.

## Zweiter Weltkrieg

### Kriegspropaganda

#### Organisation

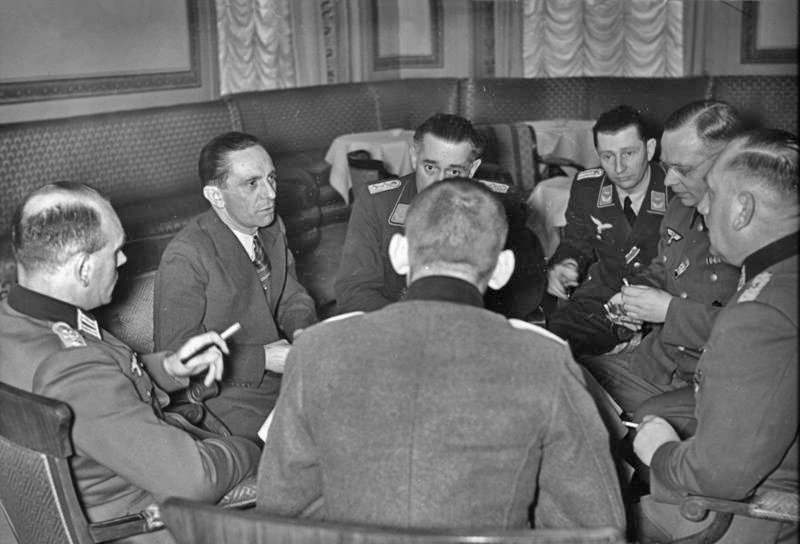
Goebbels mit den Chefs der Propagandakompanien der drei Wehrmachtteile im Propagandaministerium in Berlin am 28. Januar 1941

Schon vor Kriegsbeginn wurde eine Organisation für eine wirksame Kriegspropaganda geschaffen. Um zeitnahe und lebendige Frontberichte, auch Filme und Fotos zu erhalten, gab es Propagandakompanien in einer Gesamtstärke von 15.000 Mann. Sie unterstanden dem Oberkommando der Wehrmacht (OKW), arbeiteten jedoch eng mit dem Propagandaministerium zusammen. – Die amtliche Informationsquelle über das Kriegsgeschehen war der tägliche Wehrmachtbericht, der jeweils von Hitler freigegeben wurde. Auch hier konnte das Propagandaministerium bei der Formulierung mitwirken. – Zur täglichen Steuerung der Medien gab es im Propagandaministerium drei aufeinanderfolgende Konferenzen:
- Die „Ministerkonferenz“, geleitet von Goebbels selbst, ab Juni 1940 um 11 Uhr. An ihr nahmen zunächst nur die Leiter der politischen Abteilungen des Propagandaministeriums teil, später kamen Vertreter anderer Dienststellen und der Wehrmacht hinzu. Insgesamt waren es schließlich 50 Teilnehmer. Goebbels, bereits durch die in- und ausländische Presse und einen vorläufigen Wehrmachtbericht hervorragend informiert, gab bekannt, welche Schwerpunkte die Tagespropaganda setzen sollte, was eher beiläufig behandelt oder gar verschwiegen werden sollte, schließlich, wie auf die gegnerische Presse zu reagieren war.
- Ab November 1940 folgte um 11:30 Uhr die „Tagesparolen-Konferenz“, bei der unter Leitung des Pressechefs der Reichsregierung Otto Dietrich oder dessen Vertreters eine „Tagesparole“ verlesen wurde. Diese war zuvor von Dietrich nach Weisungen Hitlers formuliert worden und bestimmte die Aufmachung der deutschen Presse. Hier erschienen diejenigen Teilnehmer der Ministerkonferenz, die für die Inlandspresse zuständig waren.
- Schließlich gab es um 12:00 oder 12:30 Uhr die Reichspressekonferenz, bei der die Berliner Vertreter der Inlandspresse mit der Tagesparole vertraut gemacht wurden. Die Provinzpresse erhielt ihre Weisungen über „Presse-Rundschreiben“ oder „Vertrauliche Informationen“.

Da Dietrich sich ständig in Hitlers Umgebung befand, konnte er mit der Tagesparole gelegentlich Goebbels überspielen, jedenfalls bis Ende 1942.
Für die Auslandspropaganda beanspruchten sowohl Goebbels als auch Reichsaußenminister Joachim von Ribbentrop die Zuständigkeit. Nachdem Hitler beide am 7. September 1939 vergeblich aufgefordert hatte, sich zu einigen, „legte [er] am nächsten Tag schriftlich einen Führerbefehl nieder, in dem es hieß, auf dem ‚Gebiet der außenpolitischen Propaganda […] erteilt die allgemeinen Richtlinien der Reichsaußenminister’“. Auf dieser Grundlage gab der Pressechef des Auswärtigen Amtes Paul Karl Schmidt tägliche Pressekonferenzen für die Vertreter der Auslandspresse. Doch Goebbels veranstaltete für die gleichen Personen eine „Abendkonferenz“.
Der Auslandsrundfunk wurde stark ausgebaut: Schließlich gab es Nachrichtensendungen in 53 Sprachen. Die Kriegführung im Westen wurde durch Geheimsender unterstützt, die beispielsweise während des Frankreich-Feldzuges im Frühsommer 1940 Verwirrung in der Bevölkerung stiften sollten. Der Wochenschau – Pflichtbestandteil eines jeden Kinoprogramms – galt Goebbels’ besonderes Augenmerk – dies nicht nur wegen der intensiven Wirkung, sondern auch, weil Hitler diese persönlich begutachtete, wenigstens in den ersten Kriegsjahren.
Ab Mai 1940 gab Goebbels die Wochenzeitung Das Reich heraus. Sie sollte die Intelligenz im In- und Ausland erreichen und war hierbei sehr erfolgreich; die Auflage stieg bis 1944 auf 1,4 Millionen. Der Tagesparole musste dieses Blatt nicht folgen. Platte Propaganda wurde vermieden. Jede Woche schrieb Goebbels den Leitartikel und hatte damit sein persönliches Forum.
Mit diesen Mitteln konnte die Propaganda in umfassender Weise gesteuert werden. Dennoch gab es unabhängige Informationsquellen, die ein Informationsmonopol vereitelten: Die Kriegslage wurde auch durch Briefe und Berichte der Frontsoldaten bekannt. Den Bombenkrieg erlebten die Großstädter in eigener Anschauung. Schließlich war das Abhören der „Feindsender“ zwar bei Todesstrafe verboten, ließ sich aber nicht verhindern. Besonders die englische BBC genoss Vertrauen.
Jüngeren Forschungen zufolge darf die Selbstinszenierung Goebbels’ als Beherrscher eines nahezu allmächtigen Propagandaapparates nicht mit der Realität verwechselt werden. Diese war durch eine starke Polykratie und daraus resultierende Kompetenzstreitigkeiten geprägt: Entgegen Goebbels’ Wünschen wurde die Pressestruktur in erheblichem Maße vom Reichsleiter für die Presse Max Amann bestimmt, während die Wehrmacht einen eigenen komplexen Propagandaapparat unterhielt und Goebbels sich die Kompetenzen in der Auslandspropaganda mit dem Außenministerium Ribbentrops sowie dem Ostministerium unter Alfred Rosenberg teilen musste.
Insbesondere seit der Kriegswende 1942/1943, durch die zunehmend negative Entwicklungen zu vermitteln waren, gab es bezüglich der Auslandspropaganda massive Konflikte Goebbels’ mit Ribbentrops und Rosenbergs Ministerien, deren Kompetenzen er bei seinen Aussprachen mit Hitler stets zu seinen Gunsten beschneiden lassen wollte. Die Streitigkeiten hielten bis zur endgültigen Niederlage 1945 an. An den Konflikten ließen sich persönliche Eitel- und Befindlichkeiten, aber auch Unterschiede in der Propagandaarbeit ablesen. Goebbels, der die Wirkung der deutschen Kriegspropaganda im Ausland täglich und ausführlich studierte und bewertete, drängte darauf, mit dem Ausrufen militärischer Erfolge äußerst zurückhaltend zu sein, um nicht bei sich wendendem Kriegsglück bloßgestellt zu werden. Mehrfach jedoch, etwa bei den Landungen der Alliierten in Süditalien und der Normandie, wurden voreilig Erfolgsnachrichten ausgegeben, was Goebbels ebenso erzürnte wie das seiner Meinung nach zu häufige Festlegen auf vermeintliche Schicksalsschlachten, zumal es sehr bald zur Gewohnheit werden sollte, diese zu verlieren. Immer wieder kritisierte Goebbels vor allem in seinen Tagebüchern bezüglich dieser Aspekte eine fehlende Flexibilität der Propaganda. Man müsse, so notierte Goebbels am 22. August 1944 in sein Tagebuch, von den „Phantastereien der Jahre 1940 und 1941 Abschied“ nehmen und sich „angesichts der ständig wachsenden Krise in der allgemeinen Kriegslage innerlich auf verkleinerte Kriegsziele einstellen“.

#### Inhalte
Zunächst ging es darum, die Schuld am Kriegsausbruch nicht etwa Hitlers Expansionspolitik, sondern den westlichen „Plutokratien“ zuzuschieben, welche Deutschland in seinen legitimen Interessen behinderten. Mit dem deutschen Überfall auf die Sowjetunion lebte die antisowjetische Propaganda wieder auf, die 18 Monate lang ausgesetzt worden war. Der östliche Gegner wurde als barbarische Horde dargestellt, brutal und Gräueltaten verübend. Die Ausstellung „Das Sowjet-Paradies“ ab Mai 1942 zog nach offiziellen Angaben mehr als eine Million Besucher an. Zunehmend erschien das Judentum als der eigentliche Gegner, womit die judenfeindliche und die antisowjetische Propaganda zusammengefasst wurden.
Im Übrigen reagierte die Propaganda auf den Kriegsverlauf. Goebbels war entsetzt, als Dietrich vor der Presse im Oktober 1941 die Sowjetunion für besiegt erklärte – aber so hatte sich kurz zuvor auch Hitler geäußert; Goebbels jedenfalls wollte zu diesem Zeitpunkt keine Siegeseuphorie. Als der Vormarsch im Osten im Spätherbst 1941 ins Stocken geriet, war dann von einem raschen Zusammenbruch der Sowjetunion nicht mehr die Rede. Als Goebbels jedoch im Mai 1942 wieder von Siegesgewissheit erfüllt war, malte er in verlockenden Farben eine deutsche Ostsiedlung aus. Dass die 6. Armee im November 1942 bei der Schlacht von Stalingrad eingekesselt wurde, ließ er das deutsche Volk jedoch erst im Januar 1943 wissen.
Von da ab wurde die Propaganda defensiv. Der Kampf im Osten wurde als Verteidigung Europas dargestellt. Gefordert wurden Durchhalten, verstärkte Kriegsanstrengung und äußerster Verzicht. In düsteren Farben wurden die Folgen einer Niederlage ausgemalt: die Zerstückelung Deutschlands, das Hinabdrücken in ein Sklavendasein, die Verschleppung von Millionen nach Sibirien. Das bis heute nicht aufgeklärte inszenierte oder echte Massaker von Nemmersdorf, einem Dorf in Ostpreußen, im Oktober 1944 gab der Propaganda noch einmal ein aufrüttelndes Thema.
Vorübergehende Hoffnung sollte der U-Boot-Krieg bringen, der aber 1943 abgebrochen werden musste. Im selben Jahr wurden dann neuartige Wunderwaffen angekündigt. Viele erwarteten, dass diese Waffen eine Kriegswende herbeiführen würden. Als sie schließlich ab Juni 1944 eingesetzt wurden, bewirkten sie jedoch wenig. Schließlich wurde auch Hitler als Garant des Sieges hingestellt, was aber angesichts der fortdauernden Niederlagen unglaubwürdig wurde.
Das fehlgeschlagene Attentat vom 20. Juli 1944 auf Hitler bot der Propaganda noch einmal willkommenes Material – wieder konnte sie den „Führer“ der Deutschen als von der Vorsehung begünstigt hinstellen.
Goebbels’ Rolle bei der Niederschlagung des Putsches wird oft überschätzt. Goebbels bewirkte, dass am 20. Juli das Wachbataillon unter Major Otto Ernst Remer die Abriegelung des Regierungsviertels aufhob, indem er ein Telefongespräch Hitlers mit Remer herbeiführte. Ursächlich für das Scheitern des Putsches war dies jedoch nicht. Dessen Aussichten waren von vornherein gering, da Hitler überlebt hatte. Zudem gelang es den Verschwörern nicht, den Rundfunk und die Telekommunikation völlig in die Hand zu bekommen. So konnte das OKW unter Generalfeldmarschall Wilhelm Keitel bereits ab 16:00 Uhr Gegenmaßnahmen einleiten. Ab 17:42 Uhr wurde wiederholt im Rundfunk die Nachricht vom Überleben Hitlers gesendet. Das Telefonat Remers mit Hitler fand erst zwischen 18:35 und 19:00 Uhr statt. Sechs Tage nach dem gescheiterten Attentat erläuterte Goebbels in einer Radiorede an das Volk die näheren Umstände des Attentats aus seiner Sicht.
Zu Beginn des Krieges hatte Goebbels sich vorgenommen, mit seiner Propaganda dafür zu sorgen, dass „das Volk halten“ würde. Die Novemberrevolution von 1918 durfte sich also nicht wiederholen. Dies hat er erreicht: Der Krieg endete erst mit dem totalen Zusammenbruch Deutschlands.

### Vernichtung der europäischen Juden
Goebbels’ Ziel war es, die Juden aus Deutschland, vorrangig aus Berlin, zu entfernen. Erste Planungen hierzu ließ er Mitte 1940 erstellen. Allerdings sollten diese erst nach dem Krieg verwirklicht werden. Es gelang Goebbels, im August 1941 bei Hitler durchzusetzen, dass die Juden den Judenstern tragen mussten und damit stets als Ausgegrenzte erkennbar waren. Zudem wurden ihre Lebensmittelrationen reduziert; auch die Wohnungen ließ Goebbels markieren.
Im Oktober 1941 begannen dann die ersten Deportationen in den Osten. Zu diesem Zeitpunkt wurden auch die Vernichtungslager eingerichtet. Die Abtransporte aus Berlin gerieten jedoch ins Stocken. Der am 8. Februar 1942 zum Reichsminister für Bewaffnung und Munition ernannte Albert Speer wollte die in Rüstungsbetrieben beschäftigten Juden und deren Familien nicht freigeben. Hitler entschied in dieser Frage nicht – trotz Goebbels’ wiederholten Drängens. Erst unter dem Eindruck der Niederlage von Stalingrad gelang es Goebbels im Januar 1943, Hitler umzustimmen. Im März 1943 waren fast alle Juden aus Berlin deportiert.
In den Entscheidungsgang zur „Endlösung der Judenfrage“ war Goebbels nicht eingebunden. Über die Vernichtungslager schrieb er am 27. März 1942 in seinem Tagebuch:

„Aus dem Generalgouvernement werden jetzt, bei Lublin beginnend, die Juden nach dem Osten abgeschoben. Es wird hier ein ziemlich barbarisches und nicht näher zu beschreibendes Verfahren angewandt, und von den Juden selbst bleibt nicht mehr viel übrig. […] An den Juden wird ein Strafgericht vollzogen, das zwar barbarisch ist, das sie aber vollauf verdient haben. Die Prophezeiung, die der Führer ihnen für die Herbeiführung eines neuen Weltkrieges mit auf den Weg gegeben hat, beginnt sich in der furchtbarsten Weise zu verwirklichen.“

Mit Stolz blickte er im April 1943 auf die Judenvernichtung zurück:

„Ich bin der Überzeugung, dass ich mit der Befreiung Berlins von den Juden eine meiner größten politischen Leistungen vollbracht habe.“

Der israelische Historiker Saul Friedländer verweist zudem auf die große Rolle, die die von Goebbels verantwortete Propaganda bei der Motivation der Hunderttausenden, wenn nicht Millionen von Helfern beim Holocaust spielte.

### Totaler Krieg
Schon im Herbst 1942 sah Goebbels die Kriegsanstrengungen als unzureichend an. Er forderte einen „totalen Krieg“, also einen bis zum Äußersten gesteigerten Kriegseinsatz der Bevölkerung. Er stellte sich vor, dass dieser eine Erhöhung der militärischen Leistung um 10 bis 15 % bringen könnte. Dies hätte allerdings nicht entfernt ausgereicht, um die alliierte Überlegenheit auszugleichen. Als dann im Dezember 1942 die deutsche Niederlage in der Schlacht von Stalingrad offensichtlich wurde, erhielt der Leiter der Partei-Kanzlei, Martin Bormann, den Auftrag, mit Goebbels die „Frage der totalen Kriegführung“ durchzusprechen. Um sie zu verwirklichen, setzte Hitler einen „Dreierausschuss“ ein, bestehend aus Bormann, dem Leiter der Reichskanzlei, Hans Heinrich Lammers, und dem Chef des Oberkommandos der Wehrmacht, Wilhelm Keitel. Goebbels gehörte diesem Ausschuss also nicht an, jedoch sollte enges Einvernehmen mit ihm gewahrt bleiben.

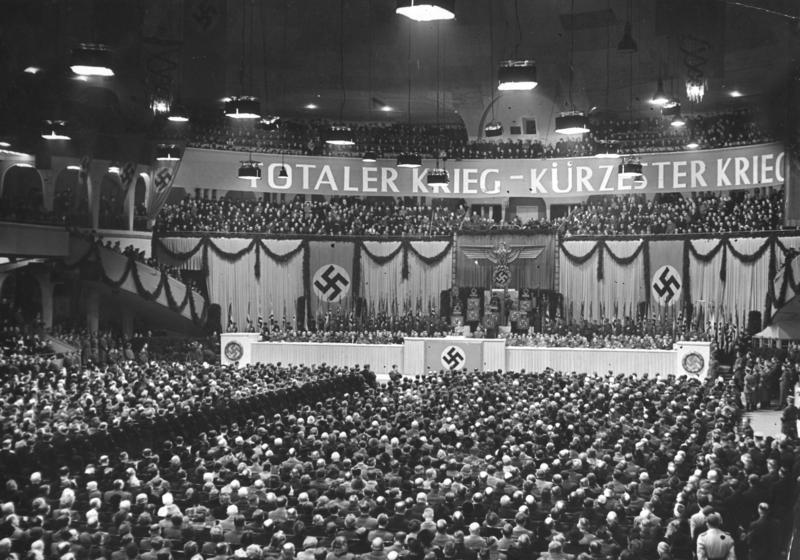
Großkundgebung am 18. Februar 1943 in dem mit Hakenkreuzfahnen und dem Transparent „Totaler Krieg – kürzester Krieg“ ausgestatteten Berliner Sportpalast

Die Probleme stellten sich dann als viel größer heraus als gedacht. An der Front fehlten nicht eine halbe Million Soldaten, sondern zwei. Es gelang Goebbels zwar, einige Luxusrestaurants zu schließen, aber im Übrigen kamen wirklich einschneidende Maßnahmen nicht zustande, weder eine konsequente Arbeitspflicht für Frauen noch eine fühlbare Vereinfachung der Verwaltung. Auch die übrigen Gauleiter waren nicht gewillt, ihren Lebensstil den Zeitumständen anzupassen. Um eine allgemeine Mobilisierung, zumal der Gauleiter, zu erreichen, veranstaltete Goebbels am 18. Februar 1943 eine große Kundgebung im Berliner Sportpalast. In einer meisterhaften Inszenierung vor ausgesuchtem Publikum erhielt er bei seiner Sportpalastrede eine stürmische Zustimmung für die geforderten radikalen Maßnahmen. Aber die gewünschten Kompetenzen zu deren Umsetzung konnte Goebbels nicht erhalten, auch wenn Hitler von der Rede begeistert war. Es zeigte sich hier ein vertrautes Muster. Oft hatte Goebbels in seinen Tagebüchern behauptet, Hitler in Gesprächen von seinen Vorstellungen überzeugt und Zusicherungen erhalten zu haben, dass diese nun umgesetzt würden. Meist geschah dies jedoch nur in Ansätzen oder gar nicht.
Im Mai 1943 war Goebbels resigniert. Er sah Hitler völlig von seinen militärischen Aufgaben beansprucht. Die Innenpolitik, damit meinte er den totalen Krieg, werde vernachlässigt. Auch war er unzufrieden mit der Außenpolitik – er hätte Hitler gern zu einem Separatfrieden bewogen. Schließlich sah er die unterdrückende Besatzungspolitik im Osten als unproduktiv und gefährlich an. Auch seine eigene Propaganda „zündete“ nicht mehr. Hitler solle stattdessen mit einer Rede vor das Volk treten, aber er lehnte dies in einer Zeit der Misserfolge ab. Damit traf Goebbels’ Kritik drei zentrale Bereiche des politischen Handelns. Deswegen Hitler die Gefolgschaft aufzukündigen, kam ihm jedoch nie in den Sinn. Immer wieder machte er sich dessen Zuversicht bezüglich der militärischen Entwicklung zu eigen, obwohl er immer wieder andeutete, die Lage deutlich pessimistischer zu beurteilen. So hatte er schon im Sommer 1943 in seinen Tagebüchern die Befürchtung geäußert, dass ein sich anbahnender Zwei-Fronten-Krieg militärisch nicht zu gewinnen sei.
Im Sommer 1944 war die militärische Lage verzweifelt. Die Landung der Westalliierten in Frankreich, begonnen am 6. Juni 1944, war geglückt. Zudem war in den Monaten Juli und August die Heeresgruppe Mitte durch eine gewaltige Offensive der Roten Armee überrannt worden, eine Niederlage weit größer und folgenreicher als die von Stalingrad. In dieser Situation erneuerte Goebbels seinen Vorstoß hinsichtlich des totalen Krieges, unterstützt von Albert Speer. Am 25. Juli wurde er zum „Generalbevollmächtigten für den totalen Kriegseinsatz“ mit Vortragsrecht bei Hitler und umfassenden Vollmachten ernannt.

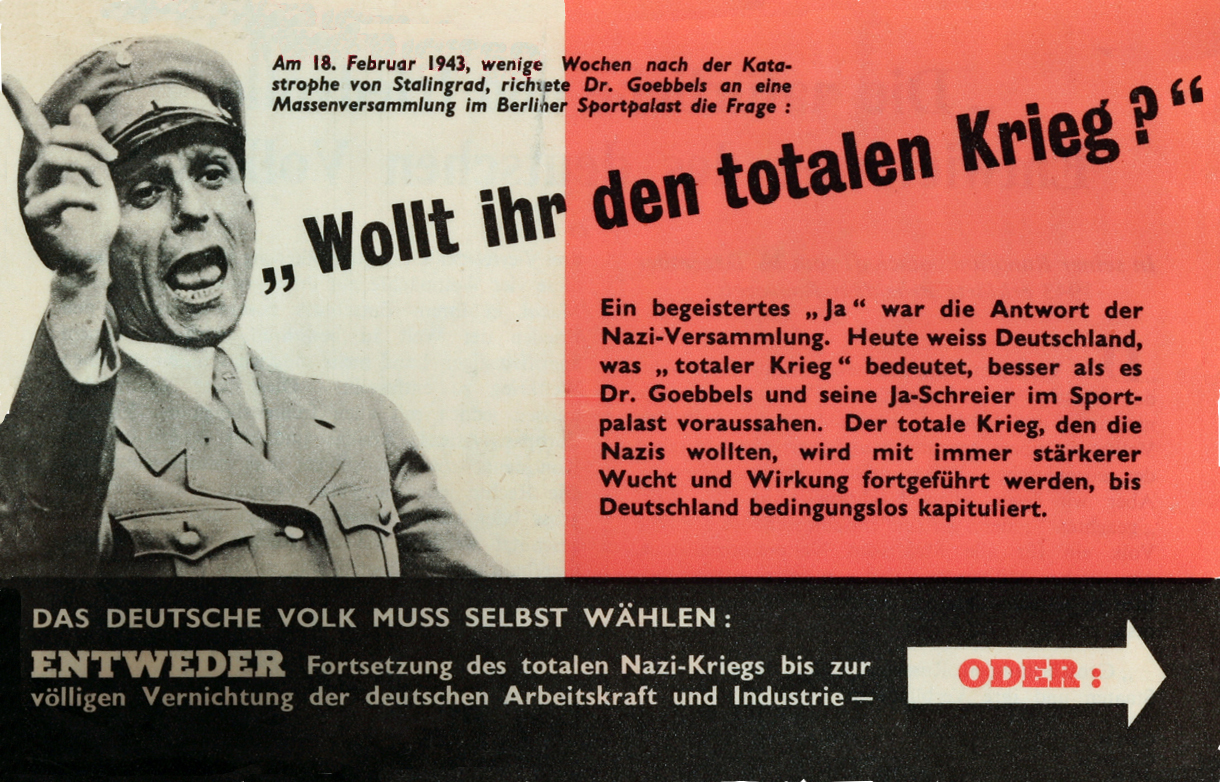
Gegenpropaganda, Flugblatt, US Air Force, im Zweiten Weltkrieg über Deutschland abgeworfen (1943/1944)

Goebbels wollte den Staatsapparat umbauen und eine Million Soldaten liefern. Bald stellte sich jedoch heraus, dass letzteres stark zu Lasten der Rüstungsindustrie gehen würde. Dies führte zu langwierigen und erbitterten Auseinandersetzungen mit Speer. Goebbels sah sich mit Hitler in der Forderung einig, es gehe um „Soldaten und Waffen“, Speer dagegen beharrte darauf, nur „Soldaten oder Waffen“ seien erreichbar. Hitler gab Goebbels zwar recht, entschied aber dennoch nicht gegen Speer. Beide Seiten fanden Verbündete: Goebbels mit Bormann und den meisten Gauleitern, Speer mit Generälen, aber ebenfalls mit einigen Gauleitern – zu Goebbels’ Verdruss. Endlich, am 1. Dezember 1944, beschlossen beide, sich nicht mehr von Hitler in diese Positionen drängen zu lassen. Hitler sollte jetzt selbst entscheiden, wie viele Soldaten und wie viele Waffen er haben wollte. Indessen hatten beide in diesem Gegeneinander Leistungen erbracht, die sonst kaum möglich gewesen wären: Goebbels konnte zwischen Juli und Oktober 1944 fast 700.000 Wehrpflichtige einziehen lassen. Gleichzeitig erreichte der Beschäftigtenstand in der Rüstungsindustrie im Oktober mit über 6,2 Millionen einen Höchststand, bevor er dann wieder absank.

### Goebbels und der „Endsieg“
1939 sah Goebbels einem Krieg gegen Großbritannien und Frankreich mit Besorgnis entgegen.

„Kommt es wirklich zum Weltkrieg, was wir alle nicht hoffen, dann wird die Lage ernst, aber nicht hoffnungslos.“

Zunächst kamen aber vier schnelle deutsche Siege in Folge: in Polen, in Norwegen, in Frankreich, 1941 auf dem Balkan, am Anfang auch in der Sowjetunion und beim Afrikafeldzug. Goebbels triumphierte. Als jedoch im Winter 1941 der deutsche Vormarsch abbrach und eine Katastrophe nur knapp vermieden werden konnte, sah er die Kriegsaussichten skeptisch. Als im Sommer 1942 die Wehrmacht zum Kaukasus und nach Stalingrad vorrückte, war er wieder euphorisch. Nach der Niederlage von Stalingrad im Winter 1942/43 konnte er sich jedoch einen deutschen Sieg kaum noch vorstellen. Dies ist nur aus seinen Tagebüchern abzulesen, nicht aus seiner Propaganda.

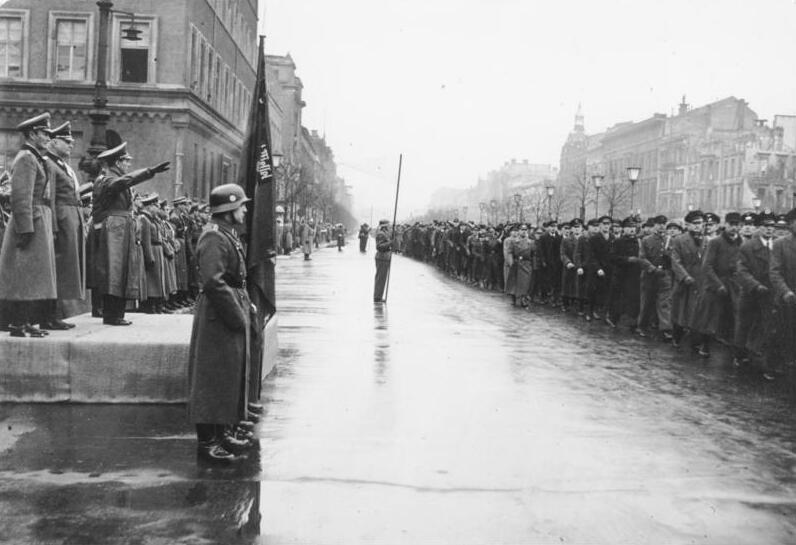
Nach der Vereidigung marschiert Berliner Volkssturm am Gauleiter vorbei (12. November 1944)

Immer wieder neuen Mut schöpfte er aus Gesprächen mit Hitler. Etwa monatlich suchte er ihn in seinem Hauptquartier auf. Nach Erledigung der Tagesgeschäfte folgte nach Mitternacht ein vertrauliches Gespräch unter vier Augen, das oft bis zum frühen Morgen dauerte. Jetzt vermochte Hitlers stets gezeigter Glaube an den „Endsieg“ auch Goebbels einzufangen. Kritiklos übernahm er vorübergehend Hitlers Illusionen. So glaubte er im Dezember 1944, dass die Ardennenoffensive zu einem gewaltigen deutschen Sieg, einem „Cannae von unvorstellbaren Ausmaßen“ führen würde. Indessen waren Treibstoff und Munition knapp, auch die Unterlegenheit in der Luft war hoffnungslos. In diesem Augenblick tat er dies als unwichtig ab. Nach den Gesprächen mit Hitler diktierte er oft für sein Tagebuch: „Alle Akkus sind nun wieder aufgeladen.“ Die Realität ließ aber bald die vorherige Skepsis wieder aufleben. Dieses Handeln und Denken auf nicht zu vereinbarenden widersprüchlichen Ebenen ist für Goebbels bezeichnend. In seinen Tagebüchern findet sich aber kein Hinweis darauf, dass ihm dieser innere Rollenkonflikt jemals zum Problem wurde.
Am Ende der vorletzten Deutschen Wochenschau (Nr. 754) wurde eine Rede von Reichspropagandaminister Goebbels (gehalten am 11. März 1945 in Görlitz) gezeigt, in der er beteuert, er glaube an den Endsieg.

### Ermordung der Kinder und Selbstmord

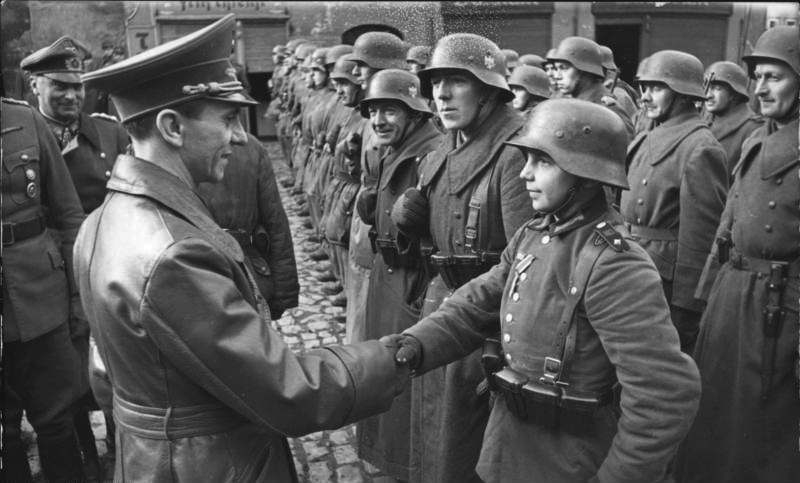
Goebbels gratuliert minderjährigem Kämpfer in Lauban (9. März 1945)

Goebbels’ Suizid kündigte sich an, erstmals im Juni 1943. In einem Leitartikel vom Oktober 1944 schrieb er: „Nichts wäre leichter, als persönlich von einer solchen Welt Abschied zu nehmen.“ Am 28. Februar 1945 erklärte er in einer Rundfunkansprache, bei einer Niederlage mit seinen Kindern in den Tod gehen zu wollen. Folgerichtig ließ er sich von Hitler im März 1945 genehmigen, bei einer Belagerung mit seiner Familie in Berlin bleiben zu können. Als Hitler ihm am 28. April 1945 dennoch befahl, Berlin zu verlassen, weigerte er sich: Er könne „den Führer in seiner schwersten Stunde“ nicht allein lassen. Sein Tod sollte zudem ein Opfer für die Zukunft Deutschlands sein, wie er an Harald Quandt, den Sohn aus der ersten Ehe seiner Ehefrau, schrieb:

„Deutschland wird diesen furchtbaren Krieg überstehen, aber nur dann, wenn unser Volk Beispiele vor Augen hat, an denen es sich wieder aufrichten kann. Ein solches Beispiel wollen wir geben. […] Du darfst in Zukunft nur eine Aufgabe kennen, Dich des schwersten Opfers, das wir zu bringen bereit und entschlossen sind, wert zu erweisen. Ich weiß, daß Du das tun wirst. Lass Dich nicht vom Lärm der Welt, der nun einsetzen wird, verwirren. Die Lügen, [sic] werden eines Tages in sich zusammenbrechen und über ihnen wieder die Wahrheit triumphieren. Es wird die Stunde sein, da wir über allem stehen, rein und makellos, so wie unser Glaube und Streben immer gewesen ist.“

Damit knüpfte er an die Jugend an.
Am 1. Februar 1945 erklärte er Berlin zur Festung und ließ die Stadt in Verteidigungszustand bringen. Seinen Selbstmord wollte er blutig inszenieren: Er sei „fest entschlossen, […] dem Feind eine Schlacht zu liefern, wie sie einzig in der Geschichte dieses Krieges dastehen soll.“ Dieser Endkampf um Berlin dauerte vom 16. April bis zum 1. Mai und war für beide Seiten außerordentlich verlustreich. Die Angreifer verloren über 350.000 Mann, die deutschen Verluste sind nur zu schätzen, die Zahl allein der Toten betrug etwa 100.000.
Am 22. April zog er mit seiner Familie in den „Führerbunker“ bei der Reichskanzlei. Am 29. April um 1 Uhr morgens fungierte er als Trauzeuge, als Hitler mit Eva Braun die Ehe schloss. Um 4 Uhr ernannte Hitler ihn in seinem politischen Testament zu seinem Nachfolger als Reichskanzler. Einen Tag später begingen die Neuvermählten am Nachmittag Suizid. Am folgenden Tag, dem 1. Mai, ersuchte Goebbels die Sowjetunion um einen Waffenstillstand. Josef Stalin beharrte jedoch auf einer bedingungslosen Kapitulation, was Goebbels zur Aufgabe bewog. Seine Ehefrau Magda ließ die Kinder mit Zyankali ermorden, vielleicht gab sie ihnen das Gift auch selbst. Der Zahnarzt Helmut Kunz, Mitglied der NSDAP und Waffen-SS, der den Kindern einleitend Morphium verabreicht hatte, und Hitlers Begleitarzt Ludwig Stumpfegger waren unmittelbar beteiligt. Dann nahm das Ehepaar selbst Zyankali. Unklar ist, ob Goebbels sich außerdem erschoss. Ihre Leichen, halb verkohlt, wurden von Soldaten der Roten Armee vor dem Bunkerausgang gefunden und später im Jahr 1970 verbrannt und ihre Asche in der Ehle bei Biederitz zerstreut.

## Privatleben

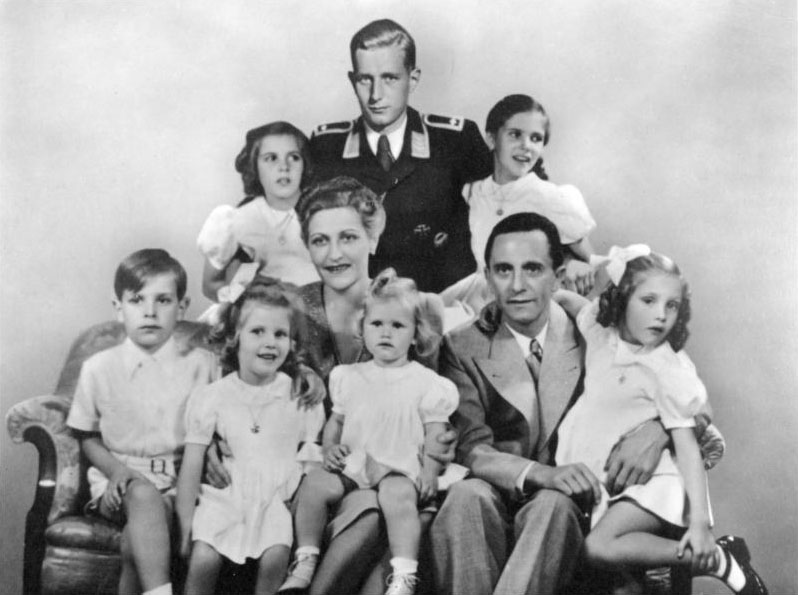
Porträt der Familie Goebbels 1942: Mitte Magda Goebbels, Joseph Goebbels mit ihren sechs Kindern Helga, Hildegard, Helmut, Hedwig, Holdine und Heidrun. Dahinter Harald Quandt in der Uniform eines Feldwebels der Luftwaffe (retuschierte Postkarte)

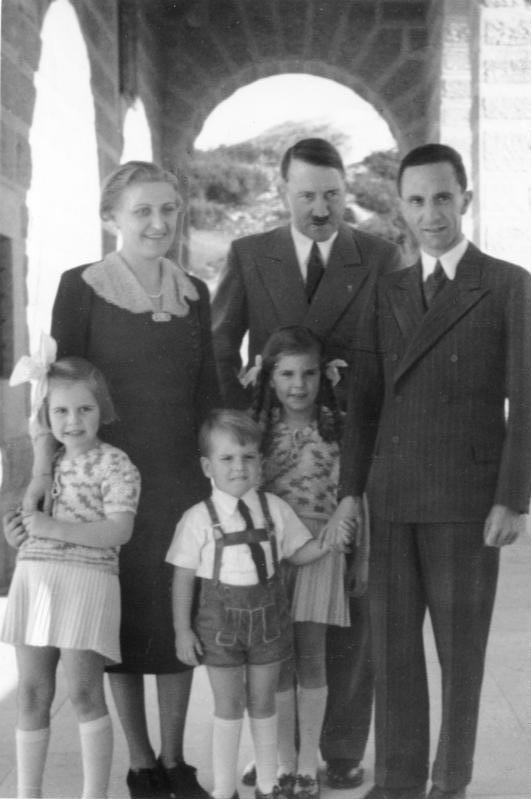
Die Familie Goebbels zu Besuch bei Hitler auf dem Obersalzberg, 1938

Als Minister leistete sich Goebbels einen üppigen Lebensstil. Er sicherte sich im Juni 1933 eine Dienstwohnung und ließ sie von Albert Speer umbauen. 1936 kaufte er ein Seegrundstück auf der exklusiven Insel Schwanenwerder im Wannsee und errichtete sich hier eine Villa. Ermöglicht wurde dies durch den parteieigenen Eher-Verlag, der für 250.000 RM Vorschuss und jährlich weitere 100.000 RM (heutige Kaufkraft: 1.321.000 Euro bzw. 528.000 Euro) die Rechte an einer späteren Veröffentlichung der Tagebücher erwarb. 1938 zwang Goebbels seinen Nachbarn, einen jüdischen Bankier, ihm sein Anwesen weit unter Wert zu verkaufen. 1936 errichtete ihm die Stadt Berlin ein Blockhaus auf einem weitläufigen Seegrundstück in Lanke nordwestlich von Berlin, später kam der Waldhof am Bogensee als Landhaus hinzu. Dorthin zog er sich oft zurück. Im Sommer 1939 genehmigte er sich eine neue prunkvolle Dienstvilla in den Ministergärten in Berlin, die mehr als 3,2 Millionen RM kostete.

### Magda Goebbels

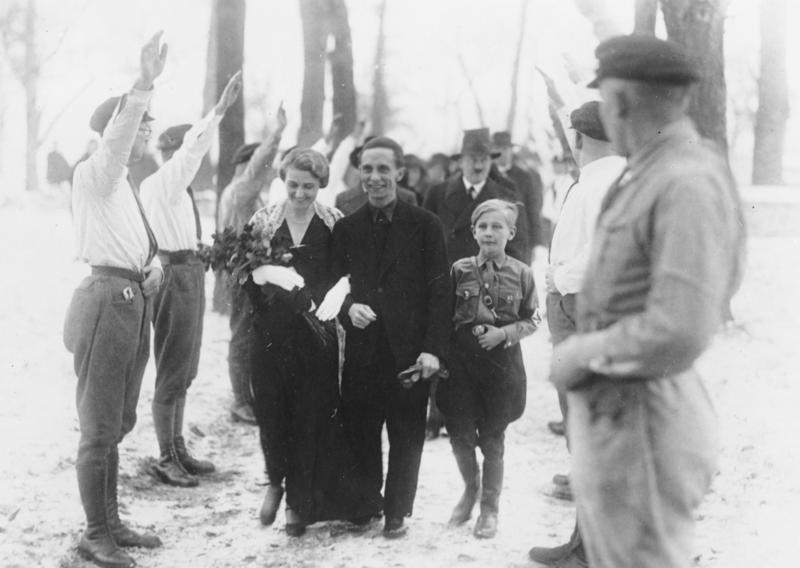
Als Hochzeitspaar, im Hintergrund der Trauzeuge Hitler

Nach seiner Trennung von Else Janke hatte Goebbels zahlreiche flüchtige Liebschaften. Im November 1930 lernte er die seit kurzem in der Gaugeschäftsstelle tätige Magda Quandt kennen. Sie war die geschiedene Frau des Industriellen Günther Quandt und vom Nationalsozialismus begeistert. Goebbels heiratete sie am 19. Dezember 1931, Hitler war Trauzeuge. Magda wusste zu repräsentieren, ihre großzügige Wohnung am Reichskanzlerplatz in Berlin-Westend wurde zum beliebten Treffpunkt. Auch Hitler, der sie sehr schätzte, ließ sich häufig sehen. Von sozialistischer Einfachheit war Goebbels’ Lebensstil jetzt weit entfernt. Im September 1932 kam mit Helga das erste von insgesamt sechs gemeinsamen Kindern zur Welt.
Goebbels’ Ehe mit Magda verlief wechselhaft: Es gab Zeiten harmonischen Zusammenlebens, aber auch zahlreiche Krisen, bei denen auch Hitler schlichtend eingriff. Zu einem tiefen Zerwürfnis kam es, als Goebbels im Herbst 1936 ein Verhältnis mit der tschechischen UFA-Filmschauspielerin Lída Baarová einging. Er zeigte sich mit ihr in der Öffentlichkeit und gedachte, mit ihr eine neue Ehe einzugehen. Magda suchte indessen Trost bei Goebbels’ Staatssekretär Karl Hanke. Hitler ordnete im Oktober 1938 an, die Ehe aufrechtzuerhalten, denn Goebbels’ Familie wurde in den Medien als nationalsozialistische Musterfamilie dargestellt. Zudem hatte Magda stets Hitlers Ohr. Ergeben trennte sich Goebbels von seiner Geliebten. Erst im August 1939 fand das Ehepaar Goebbels wieder zueinander, zumindest wurde im Oktober 1940 ihr sechstes Kind, Heide, das „Versöhnungskind“, geboren.

### Kinder
- Helga Susanne, * 1. September 1932, † 1. Mai 1945
- Hildegard Traudel, genannt Hilde, * 13. April 1934, † 1. Mai 1945
- Helmut Christian, * 2. Oktober 1935, † 1. Mai 1945
- Holdine Kathrin, genannt Holde, * 19. Februar 1937, † 1. Mai 1945
- Hedwig Johanna, genannt Hedda, * 5. Mai 1938, † 1. Mai 1945
- Heidrun Elisabeth, genannt Heide, * 29. Oktober 1940, † 1. Mai 1945

1939 ließ Goebbels seine Kinder in einem Film auftreten, der die Euthanasie Behinderter propagieren sollte. Seine Kinder werden dort als positiver Kontrast zu den als abstoßend dargestellten Behinderten gezeigt.
Allein 1942 sah man die Goebbels-Kinder 34-mal in Wochenschauen, wo sie jedes Mal ein familiäres Idyll präsentieren sollten: So sangen sie dem Vater zu seinem 45. Geburtstag ein Ständchen, halfen ihrer Mutter beim Wäscheaufhängen oder spielten ganz einfach im Garten.
1942/1943, als Goebbels kaum noch Kriegserfolge melden konnte, setzte er fast vollständig auf Durchhalteparolen und Familien-Propaganda. So schickte er seine Frau Magda Ende 1944 noch zusammen mit den beiden ältesten Töchtern in ein Kriegslazarett, wo sie für die Wochenschau Verwundete pflegen sollten. Für die Töchter, zwölf und zehn Jahre alt, war es ein Schock, zum Teil verstümmelte Verwundete sehen zu müssen. Daraufhin verzichtete Goebbels auf diese Propaganda.
Zum Tod der sechs Kinder siehe oben den Abschnitt Ermordung der Kinder und Selbstmord.

## Tagebücher
Goebbels führte seit Oktober 1923 regelmäßig Tagebuch, insgesamt etwa 6.000 bis 7.000 handgeschriebene Seiten und 50.000 diktierte Seiten in Maschinenschrift. Nach dem Einmarsch der Roten Armee wurden diese Bestände der Berliner Reichskanzlei auseinandergerissen: Aus Fragmenten entstanden 1946, 1948, 1960 und 1977 Ausgaben der Tagebücher aus den Jahren 1942–43, 1925–26 und 1945. Etwa ein Drittel der gesamten Tagebücher gelangte 1969 auf Mikrofilm aus der Sowjetunion in die DDR, wo daraufhin in den Trümmern der Reichskanzlei ein Großteil des Restes gefunden, aber geheim gehalten wurde, bis er 1972 in die Bundesrepublik verkauft wurde. Alle handgeschriebenen Fragmente waren die Grundlage der von Elke Fröhlich im Auftrag des Instituts für Zeitgeschichte (IfZ) herausgegebenen vierbändigen Edition unter dem Titel Die Tagebücher von Joseph Goebbels. Sämtliche Fragmente (1987). Fröhlich befragte zur inhaltlichen Überprüfung der Tagebücher Personen aus Goebbels’ Umgebung, unter anderen seine Geliebte Lída Baarová am 5. Februar 1987 und seine Schwester Maria Katharina Kimmich am 1. April 1987.
Nach dem Ende des Kalten Krieges entdeckte Elke Fröhlich 1992 in Moskauer Archiven die Glasplatten, auf denen Joseph Goebbels seine Tagebuch-Texte in einer Vorform des Mikrofiche-Verfahrens hatte sichern lassen. Die damit zwischen 1992 und 2005 in 29 Bänden veröffentlichte Edition der Tagebücher von Joseph Goebbels grenzt an eine Gesamtausgabe, denn sie enthält alle aufgefundenen Tagebuchtexte, fast 98 Prozent des von Goebbels geschriebenen und diktierten Tagebuchmaterials. 2007/08 wurde die Edition mit einem Geographischen Register und einem Personenregister abgeschlossen. Die Tagebücher bedürfen, wie alle Primärquellen, stets der Quellenkritik und der Interpretation. Insgesamt aber nehmen sie innerhalb des reichen Quellenmaterials zur Geschichte des Nationalsozialismus als ein „über zwei Jahrzehnte hinweg kontinuierlich geführtes Selbstzeugnis eines NS-Spitzenpolitikers“, wie der Historiker Hans Günter Hockerts 1999 formulierte, eine „singuläre Stellung“ ein. Die Reflexion über die Grundgedanken der nationalsozialistischen Weltanschauung bezieht sich oft auf diese Tagebücher. So werden etwa in der Germanistik und in der Philosophie die darin enthaltenen Bezugnahmen auf das Nibelungenlied verwertet.
Für den Historiker und Goebbels-Experten Bernd Sösemann ist jedoch auch 2008 die Herausgabe der Goebbels-Tagebücher durch mangelnde Quellenkritik geprägt und genügt „weitgehend nicht den Ansprüchen, die in konzeptioneller, methodischer und sachlicher Hinsicht an eine wissenschaftliche Edition zu stellen sind“. Bereits im August 1955 gelang es dem Schweizer François Genoud, sich von den Angehörigen Goebbels’ vertraglich ein alleiniges Nutzungsrecht an den Tagebüchern zu sichern. 2002 hatte Sösemann bemängelt, das Institut für Zeitgeschichte habe, um die schnelle Herausgabe der Tagebücher zu ermöglichen, zweifelhafte „Vereinbarungen mit dem Goebbels-Verehrer François Genoud“ getroffen.
2010 betonte Goebbels-Biograph Peter Longerich die herausragende Bedeutung der Tagebücher in Bezug auf „Einblicke in das Innere des nationalsozialistischen Machtgefüges“ und ihre Korrektheit, was Terminangaben, Treffen mit anderen Personen und auch die Kerninhalte seiner „Aufzeichnungen von Gesprächen“ betrifft. Doch besteht nach Longerich die Hauptproblematik der Tagebücher darin, dass sie „den bewussten Versuch des Propagandisten Goebbels darstellen, eine Hauptquelle für eine später zu schreibende Geschichte des Nationalsozialismus zu schaffen und dabei insbesondere die künftige Interpretation seiner eigenen historischen Rolle massiv zu beeinflussen, wenn nicht zu kontrollieren“. So sei „das von Goebbels vermittelte Selbstbild eines zu allen wichtigen Entscheidungen hinzugezogenen engen Vertrauten Hitlers“ in erster Linie als „Eigenpropaganda“ einzuschätzen. Eine ähnliche Auffassung hatte bereits 1949 Anton Ritthaler in einer Rezension der ersten Tagebuch-Ausgabe (1942/43) vertreten, die er als „Nachrichten und Betrachtungen“ ansah, „die schon im Augenblick der Abfassung auf spätere Veröffentlichung abgestellt worden sind. Sich selbst eines Tages nach glücklich überstandener Gefahr als den überlegenen Rechner, den unermüdlichen Kämpfer, den unentwegten Bewunderer des Führers, kurz: als den Fels in der Brandung vorzuführen“, sei Goebbels’ Absicht gewesen, so dass die Inhalte stark in diese Richtung stilisiert seien. In ihrer Dissertation 2008 zu den Goebbels-Tagebüchern 1938 und 1939 kommt die Historikerin Angela Hermann zu dem Schluss, diese gäben die Ereignisse im Wesentlichen so wieder, wie es Goebbels’ Informationsstand entsprach.

## Nachlass
Der Schweizer Bankier und Unternehmer François Genoud hatte sich von Goebbels’ Erben die Rechte am Nachlass gesichert. Kurz vor seinem Freitod im Jahr 1996 übertrug Genoud seiner damaligen Rechtsberaterin Cordula Schacht (Tochter von Hitlers Wirtschaftsminister Hjalmar Schacht) „die alleinige Verfügung an den Urheberrechten der Werke von Joseph Goebbels“; sie beziehen sich auf Goebbels’ Tagebücher, Theaterstücke sowie Gedichte. Schacht wurde damit zur Nachlassverwalterin Goebbels’. Bis 2011 wurden etwaige Erlöse aus der Nutzung von Goebbels-Werken hälftig zwischen Nachlassverwalter und Goebbels-Erben aufgeteilt: „Jedes Mal, wenn urheberrechtlich geschützte Werke von Joseph Goebbels veröffentlicht werden, werden Tantiemen an seine Erben fällig […]“
Bei der 2010 im Siedler-Verlag München erschienenen Goebbels-Biografie von Peter Longerich wollten die Erben sogar am Absatz beteiligt werden. Um den Weiterverkauf der bereits gedruckten Biographie nicht zu gefährden, hatte die Verlagsgruppe Random House im Jahr 2010 nach seinen Angaben „entgegen seiner Überzeugung“ mit der Klägerin einen Vertrag zur Beteiligung an den Umsätzen geschlossen, verweigerte dann aber aus ethischen Gründen die Zahlung. Daraufhin verklagte Cordula Schacht den Verlag. Im Juli 2014 wurde am Landgericht München eine Klage von Schacht gegen Random House, zu der auch der Siedler-Verlag gehört, auf eine Zahlung von 6507,87 Euro für die Nutzung von Goebbels-Zitaten aus dessen Tagebuch in Peter Longerichs Goebbels-Biographie verhandelt. Das Landgericht verurteilte den Verlag dazu, die Summe seines Erlöses aus dem Verkauf der Biographie zu nennen. In einem ersten Teilurteil vom 19. September 2014 schlug das Gericht vor, die 72-jährige Nachlassverwalterin und Goebbels-Erben sollten den ihnen unter Umständen zustehenden Anteil an den Erlösen aus der Goebbels-Biographie einer Holocaust-Stiftung zur Verfügung stellen, was diese ablehnten. Goebbels Tagebücher waren bis Ende 2015 urheberrechtlich geschützt.

## Goebbels-Vergleiche
Goebbels steht bis heute weltweit für zynische, kalt-berechnende und menschenverachtende Propaganda. Helmut Heiber schrieb in seiner Goebbels-Biographie: „Vielleicht wird […] von Joseph Goebbels nicht mehr im Bewußtsein der Nachwelt bleiben als sein zur Denunziations-Stereotype gewordener Name.“ Regelmäßig kommt es zu Goebbels-Vergleichen, mit denen Protagonisten der öffentlichen Debatte insbesondere wegen ihrer menschenverachtenden Rhetorik kritisiert werden. Ebenso regelmäßig werden die jeweiligen politischen Gegner aufgrund ihres Auftretens mit mehr oder weniger zutreffenden Goebbels-Vergleichen überzogen.

## Bearbeitungen

### Kino
Bereits 1940 wurde Goebbels durch die Figur des fanatischen Beraters des Diktators, Dr. Gorbitsch (englisch Dr. Garbitsch), in Charlie Chaplins berühmter Satire Der große Diktator parodiert. Er wird von Henry Daniell verkörpert. Ein weiterer Film, der sich zu Lebzeiten Goebbels widmete, war der historisch ungenaue US-amerikanische Anti-Nazi-Propagandafilm Enemy of Women, mit dem geflüchteten Paul Andor in der Hauptrolle als Goebbels.
Nach seinem Tod wurde Goebbels unter anderem im Spielfilm Der letzte Akt (1955) von Willy Krause dargestellt, in Der Untergang (2004) von Ulrich Matthes. Beide Filme schildern die letzten Tage des Dritten Reiches aus der Perspektive der nationalsozialistischen Führungsschicht. Der Kinofilm Das Goebbels-Experiment von Lutz Hachmeister (2005) dokumentiert anhand der persönlichen Tagebuchaufzeichnungen, gelesen von Udo Samel, die suggestive Kraft von Goebbels’ Propaganda. Der gesamte Film kommt ohne Kommentator oder Zeitzeugenberichte aus. 2010 erschien der Film Jud Süß – Film ohne Gewissen (Regie: Oskar Roehler), der versucht, die Entstehung des Propaganda-Films Jud Süß nachzuzeichnen. Im Film wird Goebbels von Moritz Bleibtreu dargestellt. Der Film Die Geliebte des Teufels von Filip Renč (2016) mit Karl Markovics als Goebbels thematisiert die Beziehung zwischen Goebbels und der tschechoslowakischen Schauspielerin Lída Baarová, dargestellt von Tatiana Pauhofová.
2024 erschien als deutsch-slowakische Produktion Führer und Verführer (Regie: Joachim A. Lang) mit Robert Stadlober in der Hauptrolle, der insbesondere auf Goebbels und seine Beziehung zu Adolf Hitler eingeht.

### Fernsehen
- Joseph Goebbels. (Memento vom 29. September 2016 im Internet Archive) Dreiteilige Dokumentation von Andrea Morgenthaler. In: ARD, Erstausstrahlung: 4., 6. und 11. Oktober 2004.
- Lutz Hachmeister: Das Goebbels-Experiment (dt.) = Joseph Goebbels Diaries read by Kenneth Branagh auf YouTube (engl.). Auszüge aus Die Tagebücher des Joseph Goebbels. K. G. Saur Verlag, München. Spiegel-TV-Produktion/BBC, 2005.

## Theater
Stefan Lehnbergs Theaterstück Mein Eid. Der fabelhafte Tod des Joseph Goebbels befasst sich mit letzten den drei Jahren im Leben Joseph Goebbels’.

## Schriften

### Publizierte Texte (Auswahl)
- Das kleine abc des Nationalsozialisten. Freiheit und Brot! Verlag der Arbeitsgemeinschaft Nordwest, Elberfeld 1925, DNB 365915688.
- Die zweite Revolution. Briefe an Zeitgenossen. Streiter-Verlag, Zwickau 1926, DNB 573486603.
- Wege ins Dritte Reich. Briefe und Aufsätze für Zeitgenossen. Franz-Eher-Verlag, München 1927, DNB 574748989.
- „Der Nazi-Sozi“ – Fragen und Antworten für den Nationalsozialisten. Verlag der Nationalsozialistischen Briefe, Elberfeld 1927, DNB 573486492.
- Das Buch Isidor. Ein Zeitbild voll Lachen Haß. Franz-Eher-Verlag, München 1928, DNB 576416940 (mit Hans Herbert Schweitzer (Mjoelnir)).
- Michael. Ein deutsches Schicksal in Tagebuchblättern. Franz-Eher-Verlag, München 1929, DNB 574748962 (9 Auflagen bis 1936).
- Kampf um Berlin : Bd. 1: Der Anfang. Franz-Eher-Verlag, München 1932 (mehr nicht erschienen).
- Revolution der Deutschen – 14 Jahre Nationalsozialismus (Reden). Verlag Gerhard Stalling, Oldenburg 1933, DNB 573486581 (mit einleitenden Zeitbildern von Hein Schlecht).
- Reden aus Kampf und Sieg – „Goebbels spricht“. Verlag Gerhard Stalling, Oldenburg 1933, DNB 579977994.
- Vom Kaiserhof zur Reichskanzlei. Eine historische Darstellung in Tagebuchblättern (vom 1. Januar 1932 bis zum 1. Mai 1933). Franz-Eher-Verlag, München 1934, DNB 573486654 (41 Auflagen bis 1943).
- Signale der neuen Zeit. 25 ausgewählte Reden. Franz-Eher-Verlag, München 1934, DNB 573486638.
- Das erwachende Berlin. Franz-Eher-Verlag, München 1934, DNB 580877876 (Photomontage von Hella Koch-Zeuthen).
- Kommunismus ohne Maske. Dr. Goebbels auf dem Reichsparteitag 1935. M. Müller & Sohn, Berlin 1935, DNB 573486271.[189]
- Der Angriff. Aufsätze aus der Kampfzeit. Franz-Eher-Verlag, München 1934, DNB 573485771 (zusammengestellt und eingeleitet von Hans Schwarz van Berk).
- Wetterleuchten. Aufsätze aus der Kampfzeit. Franz-Eher-Verlag, München 1939, DNB 573486883 (herausgegeben von Georg Wilhelm Müller).
- Die Zeit ohne Beispiel. Reden und Aufsätze aus den Jahren 1939/40/41. Franz-Eher-Verlag, München 1941, DNB 573486891.
- Der steile Aufstieg. Reden und Aufsätze aus den Jahren 1942/43. Franz-Eher-Verlag, München 1943, DNB 573485860.

### Nicht publizierte Texte (Auswahl)
- Der Lenz und ich und Du (Gedichte, o. J.)
- Der Mutter Gebet. Ein Idyll aus dem Kriege (o. J.)
- Bin ein fahrender Schüler, ein wüster Gesell (Novelle, 1917)
- Judas Iscariot (Drama, 1918)
- Heinrich Kämpfert (Drama, 1919)
- Die Saat (Drama, 1920)
- Wilhelm von Schütz als Dramatiker. Ein Beitrag zur Geschichte des Dramas der Romantischen Schule. Heidelberg 21. April 1922 (uni-heidelberg.de [abgerufen am 6. Juli 2023]). (Dissertation)
- Der Wanderer. Ein Spiel in einem Prolog, elf Bildern und einem Epilog von Joseph Goebbels. Dem anderen Deutschland geschrieben 1923 begonnen, Fragment. 1927 aufgeführt.DNB-Link
- Michael Voormann: Ein Menschenschicksal in Tagebuchblättern. (Roman, 1924)

### Tagebücher
- Elke Fröhlich (Hrsg.): Die Tagebücher von Joseph Goebbels. K. G. Saur, München (Projektbeschreibung auf der IfZ-Website).
  - Teil I: Aufzeichnungen 1923–1941. 14 Bde., 1997–2005, ISBN 3-598-23730-8.
  - Teil II: Diktate 1941–1945. 15 Bde., 1993–1996, ISBN 3-598-21920-2.
  - Teil III: Register 1923–1945. 3 Bde., 2007–2008, ISBN 3-598-21925-3; ISBN 978-3-598-21959-7; ISBN 978-3-598-21925-2.

- Ralf Georg Reuth (Hrsg.): Joseph Goebbels. Die Tagebücher 1924–1945. 5 Bände, Piper, München / Zürich 1992, ISBN 3-492-11411-3, ISBN 3-492-11412-1, ISBN 3-492-11413-4, ISBN 3-492-11414-8, ISBN 3-492-11515-2. Teilweise sind die Moskauer Funde des Jahres 1992 eingearbeitet. (Die Reuth-Tagebücher sind insgesamt eine ausgewählte Ausgabe der Goebbelseintragungen, die nach Meinung Reuths für den zeitgeschichtlich Interessierten und Geschichtsstudenten konzipiert ist.)[190]

### Reden
- Goebbels, Reden 1932–1945. Hrsg. von Helmut Heiber, 2 Bände. Droste, Düsseldorf 1971/72 (Lizenzausgabe in einem Band: Gondrom Verlag, Bindlach 1991).

### Biographien
- Jörg von Bilavsky: Joseph Goebbels. Rowohlt, Reinbek 2009, ISBN 978-3-499-50489-1 (Rowohlts Monographien).[191]
- Joachim C. Fest: Joseph Goebbels oder „Canaille Mensch“. In: Das Gesicht des Dritten Reiches. Profile einer totalitären Herrschaft. 11. Auflage. Piper, München/Zürich 1993, ISBN 3-492-11842-9, S. 119–139.
- Heinrich Fraenkel: Goebbels, Paul Joseph. In: Neue Deutsche Biographie (NDB). Band 6, Duncker & Humblot, Berlin 1964, ISBN 3-428-00187-7, S. 500–503 (Digitalisat).
- Peter Gathmann, Martina Paul: Narziss Goebbels. Eine psychohistorische Biografie. Böhlau, Wien 2009, ISBN 978-3-205-78411-1.[191]
- Helmut Heiber: Joseph Goebbels. Colloquium Verlag, Berlin 1962; zuletzt dtv, München 1988, ISBN 3-423-010957-2.
- Josef Henke: Joseph Goebbels (1897–1945). In: Rheinische Lebensbilder. Band 15. Hrsg. von Franz-Josef Heyen. Rheinland Verlag, Köln 1995, S. 175–204.
- Ulrich Höver: Joseph Goebbels. Ein nationaler Sozialist. Bouvier Verlag, Bonn [u. a.] 1992, ISBN 3-416-02375-7.
- Peter Longerich: Goebbels. Biographie. Siedler Verlag, München 2010, ISBN 978-3-88680-887-8.[192][193][194]
- Ralf Georg Reuth: Goebbels. Piper, München/Zürich 1990, ISBN 3-492-03183-8; Taschenbuchausgabe unter dem Titel Goebbels. Eine Biographie. München/Zürich 2000, ISBN 3-492-22023-1.
- Toby Thacker: Joseph Goebbels. Life and Death. Palgrave Macmillan, London 2009, ISBN 978-0-230-22889-4.[191]
- Dieter Wunderlich: Goebbels und Göring. Eine Doppelbiografie. Pustet, Regensburg 2002, ISBN 3-7917-1787-1.
- Karl-Günter Zelle: Hitlers zweifelnde Elite: Goebbels – Göring – Himmler – Speer. Schöningh, Paderborn 2010, ISBN 978-3-506-76909-1

### Schriftsteller
- Kai Michel: Vom Poeten zum Demagogen. Die schriftstellerischen Versuche Joseph Goebbels’. Böhlau, Köln/Weimar/Wien 1999, ISBN 3-412-15598-5.
- Simone Richter: Joseph Goebbels – der Journalist. Darstellung seines publizistischen Werdegangs 1923 bis 1933. Franz Steiner, Stuttgart 2010, ISBN 978-3-515-09682-9.[195]

### Politik, Propaganda und Antisemitismus
- Ernest K. Bramsted: Goebbels und die nationalsozialistische Propaganda. S. Fischer Verlag, Frankfurt am Main 1971. ISBN 3-10-009401-8.[196]
- Iring Fetscher: Joseph Goebbels im Berliner Sportpalast 1943: „Wollt ihr den totalen Krieg?“ Europäische Verlagsanstalt, Hamburg 1998, ISBN 3-434-50431-1.
- Felix Moeller: Der Filmminister – Goebbels und der Film im Dritten Reich. Henschel, Berlin 1998, ISBN 3-89487-298-5.
- Lutz Hachmeister, Michael Kloft (Hrsg.): Das Goebbels-Experiment – Propaganda und Politik. DVA, München 2005, ISBN 3-421-05879-2.
- Christian T. Barth: Goebbels und die Juden. Schöningh, Paderborn [u. a.] 2003, ISBN 3-506-70579-2.[197]
- Fred K. Prieberg: Handbuch Deutsche Musiker 1933–1945. CD-ROM-Lexikon, Kiel 2009, 2. Auflage, S. 2248–2574. online

### Über die Tagebücher
- Angela Hermann: „In 2 Tagen wurde Geschichte gemacht“. Über den Charakter und Erkenntniswert der Goebbels-Tagebücher. Stiftung Bundespräsident-Theodor-Heuss-Haus, Stuttgart 2008, ISBN 978-3-9809603-4-2.
- Bernd Sösemann: Inszenierungen für die Nachwelt. Editionswissenschaftliche und textkritische Untersuchungen zu Joseph Goebbels’ Erinnerungen, diaristischen Notizen und täglichen Diktaten. In: Lothar Gall (Hrsg.): Neuerscheinungen zur Geschichte des 20. Jahrhunderts. Oldenbourg, München 1992, ISBN 3-486-64446-7, S. 1–45.
- Bernd Sösemann: Alles nur Goebbels-Propaganda? Untersuchungen zur revidierten Ausgabe der sogenannten Goebbels-Tagebücher des Münchner Instituts für Zeitgeschichte. In: Jahrbuch für Kommunikationsgeschichte. 10, 2008, S. 52–76.